# Colla Joves Xiquets de Valls
La Colla Joves Xiquets de Valls és una colla castellera vallenca fundada l'any 1813 per en Josep Batet i Llobera, antic enxaneta del Ball de Valencians Vallenc-Alcoverenc i innovador en la tècnica d'alçar construccions humanes. La colla ha estat anomenada, en aquest ordre i des d'inicis del segle xix, Colla dels Menestrals, Colla la Roser, Colla Nova dels Xiquets de Valls, Colla Xiquets de Valls (unificada), Colla la Muixerra i, des de 1971, Colla Joves Xiquets de Valls. Els canvis de nom de l'agrupació responen a canvis sociopolítics, però en tot moment es manté l'estructura i la composició castellera de la colla.
El color de la seva camisa és vermell, fent al·lusió al color de l'escut de la ciutat de Valls. Els seus castells més importants a l'època moderna són el 4 de 9 sense folre (coronat per primer cop a la Diada de Santa Úrsula del 1999 i posteriorment descarregat a la Diada de Sant Fèlix del 2000), el 2 de 8 sense folre (coronat per primer cop a la Diada de Santa Úrsula del 2004 i posteriorment descarregat a l'actuació de la Vigília de la Diada Nacional del 2017) i el 3 de 9 sense folre (coronat per primer cop a la Diada de Santa Úrsula del 2019).
La Colla Joves Xiquets de Valls forma part del Consell científic de Món Casteller - Museu Casteller de Catalunya que s'està construint a Valls.

## Història

### Precedents històrics de la Joves alseglexixi xx

#### Dels Menestrals a la Nova, 1813-1902
La Colla dels Menestrals, de tendències progressistes contraposades a l'absolutisme de la Colla dels Pagesos, va protagonitzar tota una revolució en la tècnica d'alçar construccions humanes i és considerada l'arrel de l'actual Colla Joves. Aquesta evolució constructiva que emprengueren els Menestrals va deixar enrere les construccions típiques del Ball de Valencians per donar forma al que avui coneixem com Els inicis dels castells (transició dels segles XVIII/XIX-1850). L'agrupació fou liderada durant els seus primers anys per Josep Batet i Llobera, àlies el Casteller, el qual es va convertir ràpidament en tot un referent, i avui en dia és reconegut típicament com el primer cap de colla a la Història dels Castells. Així, el 3 d'abril de 1814 la Colla dels Menestrals va oferir al Pati del Castell de Valls la seva primera actuació castellera, la qual és també la primera documentada de la Història Castellera amb totes les seves característiques, tot plegat exhibint un conjunt de torres humanes davant del rei dels liberals, Ferran VII el Desitjat. Tan sols cinc anys més tard, el 17 de juliol de 1819, la Colla dels Menestrals descarregaria el primer castell de vuit documentat de la història, el qual seria ni més ni menys que un 3 de 8. L'agrupació vallenca continuaria agafant nivell de manera gradual durant el segon quart del segle xix anant experimentant amb estructures innovadores, diverses tipologies constructives, nous mètodes de muntatge de pinyes i renovadores fórmules per progressar i assolir nous horitzons.
La colla seria reconeguda durant el segle xix com els Menestrals (1813-1840), la Roser (1840-1876) i la Nova (1876-1902), i ja a mitjan segle aniria assolint un potencial notable. Durant la Primera època d'Or dels castells (1851-1894) els vallencs van aconseguir ja grans estructures i van actuar en places com Valls, la Masó, Vallmoll, Alió, La Pobla de Montornès, Tarragona, el Vendrell, l'Arboç, Torredembarra, Altafulla, Montblanc, Vilafranca del Penedès, Vilanova, Barcelona, Terrassa o Mataró. D'aquest període destaquen nombroses fites efectuades pels vallencs, sobretot a partir del denominat Trienni Meravellós (1851-1853) que ressaltà per primer cop l'historiador torrenc Lluís Solsona i Llorenç. Els caps de colla que van encetar l'inici d'aquest gran auge casteller per a l'agrupació eren Ramon Ribé Targa i Gabriel Baldrich i Palau. Entre les diverses gestes d'aquell moment, cal destacar-ne bàsicament les següents; el primer castell de nou pisos de la Història castellera dut a terme el 1851 durant la Diada de Santa Tecla (possiblement primer carregat en forma de 3 de 9 sense folre i tot seguit descarregat com a 3 de 9 amb un innovador folre; ja que llavors els castells carregats no comptaven), el seu primer 3 de 8 aixecat per sota el 1853, el seu primer pilar de 8 amb folre i manilles el 1858 (tanmateix, sent aquest el segon de la Història castellera), el primer 12 de 7 de la història el 1879 a la Diada de Santa Úrsula, el primer 4 de 9 sense folre carregat de la història el 1881 al Catllar (encara que, cal insistir-hi, recordem que en tal període les estructures carregades no eren vàlides) i és possible que el darrer 3 de 9 sense folre el 1881 a la Diada de Santa Tecla. Actualment, s'ha arribat a especular que durant aquella jornada l'agrupació potser fins i tot provés el 2 de 8 sense folre. Amb tot, fins a arribar a l'última dècada del segle xix la colla va dur a terme grans actuacions a les places del moment, però a partir del 1890 el seu nivell va començar a rebaixar-se, endinsant-se al marc de la primera gran crisi castellera de la història, La Decadència. Entre els factors que afectaren més a les torres humanes per la pèrdua de castellers que van ocasionar i per la interrupció de l'activitat, cal citar la greu crisi viscuda al camp a causa de la plaga de la fil·loxera que arribà a Catalunya el 1879, la forta inestabilitat sociopolítica del moment, el latent retrocés econòmic a escala nacional, el moviment migratori que agafà pes, la gran revolució industrial catalana des de mitjan segle xix, el fort creixement urbà (que comportà una contundent pèrdua de població als pobles), la millora de la interconnexió territorial gràcies al ferrocarril (que facilità l'èxode rural) i els conflictes bèl·lics del període (com la Guerra de Cuba), entre d'altres.

#### Del temps de les fusions al retorn de la dualitat vallenca, 1902-1939

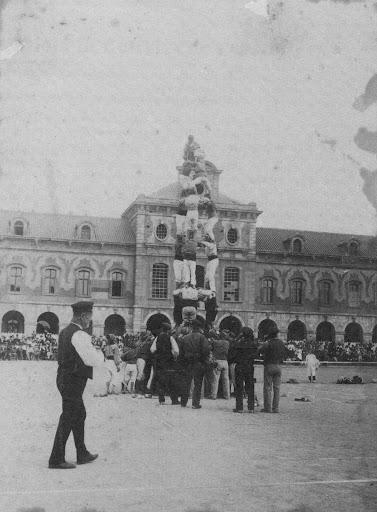
Colla Nova dels Xiquets de Valls participant al Concurs de Castells de Barcelona del 1902, duent a terme l'execució d'un 3 de 7.

Durant l'etapa de La Decadència castellera (1895-1925) la colla va mantenir la seva activitat amb esforços, fusions i rebaixant el nivell presentat en anys previs. Primer va haver de fusionar-se amb la Colla de l'Escolà el 1902-1903, sent així coneguda l'agrupació unificada com la Colla Nova de l'Escolà. El conjunt vallenc va participar en el primer concurs casteller de la història, el Concurs Regional de Xiquets de Valls, dut a terme a Barcelona el 1902 durant les festivitats de La Mercè (sent per aquest motiu més conegut típicament com El Concurs de Barcelona). En aquesta edició tan sols hi havia la presència de les dues colles vallenques, i la Nova quedà segona rere realitzar el 3 de 7, el 4 de 7, el 3 de 6 aixecat per sota, el 2 de 6 i el pilar de 5. Arribats al 1927 la Nova també s'hagué d'ajuntar breument amb la Colla Vella de Rabassó fruit de les dificultats del moment, formant-se d'aquest mode la Colla Xiquets de Valls entre els anys 1927 i 1930, dirigida llavors per Ramon Tondo Dilla.

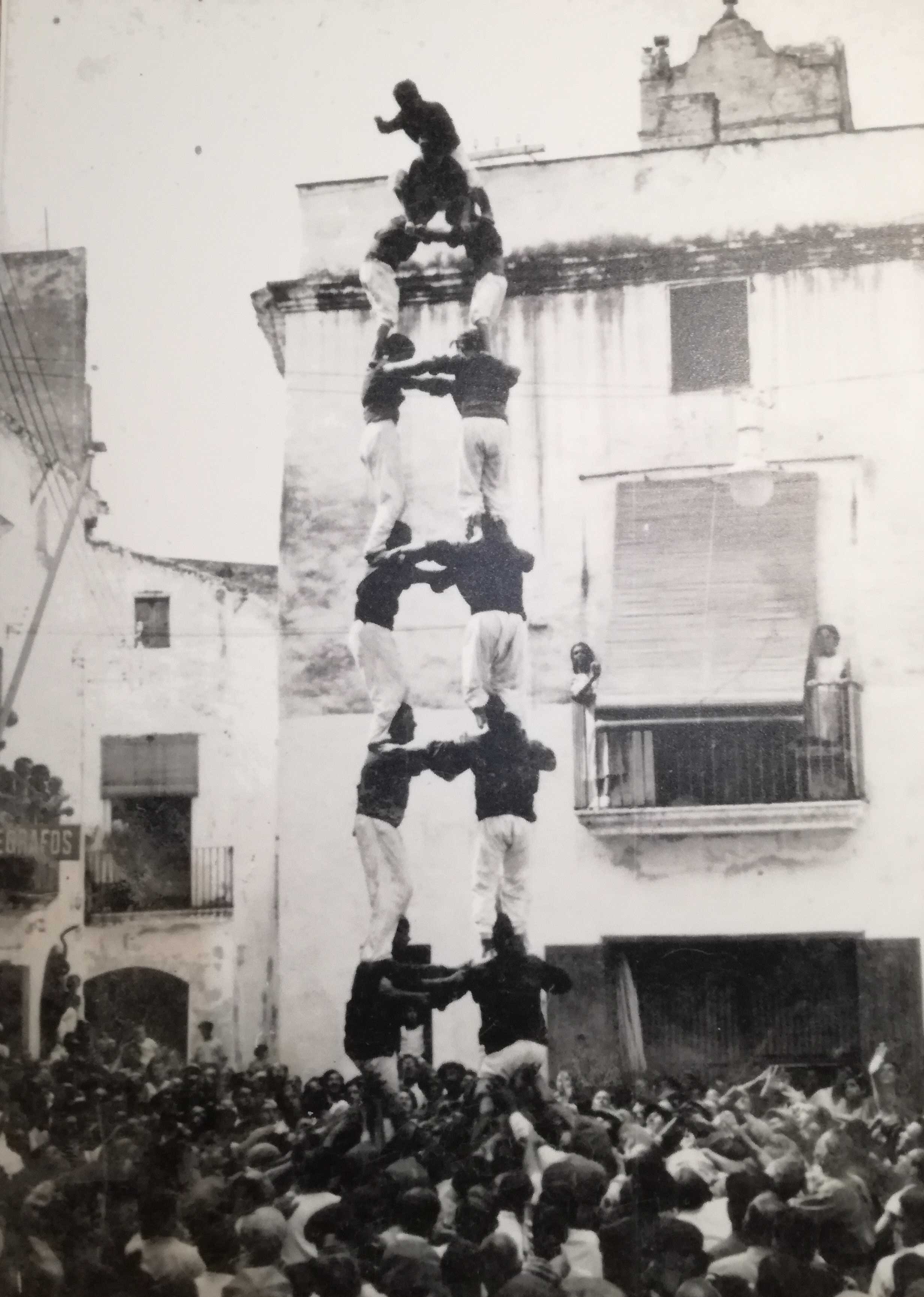
Primer 3 de 8 carregat al, Colla Nova dels Xiquets de Valls, Torredembarra, 4-IX-1934.

Amb l'etapa de La breu Revifalla (1926-1936) es va viure el retorn de la dualitat vallenca, i la Colla Xiquets de Valls es va separar l'any 1930, sortint-ne d'aquesta escissió altre cop la Nova i la Vella. La Colla Nova dels Xiquets de Valls (1930-1936/1939) continuà evolucionant i va signar moments claus per a la història de les torres humanes encarant el segon quart del segle xx, mantenint l'activitat castellera i intentant noves gestes prometedores. Poc després de la separació d'ambdues colles vallenques, amb la temporada 1933 la Nova de Valls es va alçar de mode indiscutible com la colla imperant del període vigent: Per començar, entre les diades dels anys trenta va ser capaç de regularitzar l'execució de castells de la gamma alta de set, com el 2 de 7 o el 3 de 7 aixecat per sota, construccions molt valorades al context casteller del moment per complexitat i infreqüència. En segon lloc, consolidà l'estatus de major agrupació castellera amb la seva primera victòria en un concurs de castells, sent ni més ni menys que el II Concurs de Castells de Tarragona (1933). Durant aquella edició va descarregar immaculadament el 5 de 7, el 4 de 8, el 2 de 7, el 3 de 7 aixecat per sota i el 4 de 7 amb el pilar, un ventall constructiu que llavors cap entitat era capaç d'igualar i que esdevingué la major actuació vista fins a tal moment del segle XX. Però, en tercer lloc, sobretot perquè l'agrupació vallenca ràpidament va ser capaç d'aconseguir altres fites d'enorme transcendència i summament innovadores, concretament reconquerint vells mites castellers que feia molts anys que no es podien arribar a dominar; durant la Diada de Sant Fèlix de 1933 fou la primera colla del moment capaç descarregar el 4 de 8, una fita no aconseguida des dels primers anys de segle XX. Des de llavors la Nova es convertí en la dominadora per excel·lència del conegut com el carro gros, puix que entre el 1932 (temporada amb la primera aleta d'un 4 de 8 des del 1908) i el 1936 la colla va protagonitzar vint-i-quatre proves de 4 de 8, el 51,6% de les efectuades amb aquesta estructura a tot el món casteller, i a més, n'efectuà catorze de les quinze descarregades durant aquells anys de recuperació. Arribant a 1934 la Nova va continuar trencant esquemes, encarant més estructures llavors considerades impossibles i emfatitzant la seva posició privilegiada. Durant el 31 d'agost, a Vilafranca, va provar el primer pilar de 6 vist al panorama casteller des de principis de segle, i el resultat fou polèmic, ja que no es va veure amb claredat si arribà a carregar-se i suscità una discussió que s'allarga fins als nostres dies. En tot cas, des de l'òptica conservadora l'intent d'aquell dia acabà amb la sequera més gran de proves de pilars de mèrit de la història, i des de l'optimista una carregada suposaria el primer espadat de mèrit coronat des de 1904 (darrera data amb aleta de pilar de 6 confirmada). Esparverat pels polèmics fets viscuts a Vilafranca, el conjunt vallenc, llavors liderat per Ramon Barrufet Fàbregas, anà a actuar a Torredembarra per la festa major de Santa Rosalia, i el dia 4 de setembre de 1934 va fer un nou pas endavant sent capaç de dur a terme la primera prova i carregada d'un 3 de 8 al segle xx, juntament amb la notable descarregada d'un 4 de 8 i un 2 de 7. Aquella fita va significar un dels episodis més rellevants de la Història castellera, ja que en una única jornada la Nova de Valls va recuperar una estructura que encara no s'havia vist al segle XX, el 3 de 8 esdevingué el castell més gran aconseguit des del segle XIX i la colla va signar la millor actuació del segle. Lluny de rendir-se, el 4 de setembre de 1935 l'agrupació provà de domar plenament a tal gegant al mateix escenari torrenc, però tornà a quedar en carregat. En conjunt, el rendiment ofert per la Nova de Valls durant aquells anys suposà una mostra de domini casteller inigualable que va tallar en pedra la consideració de la colla al capdamunt de l'Olimp Casteller dels anys 30, i marcà un abans i un després que costarien molt de superar. Nombroses dades ho demostren: rere el pilar de 6 provat pels vallencs a Vilafranca el 1934 cap colla tornaria a apropar-se remotament a una aleta en aquest tipus d'espadat fins que els Nens del Vendrell el carregaren el 1967, els dos 3 de 8 carregats a Torredembarra durant les temporades 1934-1935 van ser els únics aconseguits a la primera meitat de segle XX, el títol de major castell que ostentaven ambdós tresos carregats tampoc es veuria superat fins a la descarregada d'un 3 de 8 que aconseguirien els nens l'any 1951 o la considerada com millor actuació del segle (Torredembarra, 4-IX-1934) no es veuria superada fins a la temporada 1969 (estant trenta-cinc anys al cim), entre altres exemples icònics.
L'esclat de la Guerra Civil el 17 de juliol de 1936 va ser un moment clau, la colla va paralitzar quasi tota la seva activitat perquè bona part dels seus membres participaren a la guerra, o bé es van veure immersos de ple enmig del panorama bèl·lic en algun o altre aspecte. Tanmateix, fins a arribar al candent període previ al conflicte l'agrupació encara mostrava afany per autosuperar-se amb un ritme accelerat que no tenia precedents al segle XX, escrivint encara més fites històriques; el 14 d'abril a Valls llavors va aconseguir el 4 de 8 més matiner del segle, el 25 d'abril fou capaç de dur el carro gros a un enclavament tan distant com suposava Barcelona, en pocs mesos va consolidar la gamma castellera més variada vista en aquelles dates primigènies de temporada i a principis d'estiu l'entitat ja anunciava que per a la data del 19 de juliol duria el 3 de 8 a Montjuïc per provar de descarregar-lo d'una vegada per totes, però el conflicte nacional frenà qualsevol somni d'ambició. Finalment, ja amb el xoc armat vigent, l'agrupació va afrontar els complicats anys 1936-1939 com va poder, fent només meres exhibicions puntuals bàsicament en forma de pilars menors de quatre i cinc pisos. Però aquest cas no era pas aïllat, ja que grosso modo la incipient millora del nivell que començava a tornar a presentar globalment el Món Casteller durant la primera meitat dels anys 30 acabà contundentment frenada, perdent-se de nou fins que passaren els anys i es tornà a pacificar la situació al conjunt del context territorial. Amb tot, tals gestes demostraven que el notable potencial que tenia la Colla Nova dels Xiquets de Valls es va mantenir fins a arribar a la guerra, quan es va tallar de soca-rel tota la dinàmica castellera al territori català.

#### De La Barreja a La Muixerra, 1939-1964
Entre el darrer transcurs de la Guerra Civil i el seu final, al gener de l'any 1939, les noves autoritats franquistes i l'alcalde vallenc Juan Cusidó Calbet forçaren a fusionar les dues colles de Valls (encara que aquestes llavors restaven pràcticament sense activitat) per motius ideològics i polítics, emprant-se novament el nom Colla Xiquets de Valls durant els anys de postguerra i l'etapa inicial de La Renaixença (1939-1947). Aquesta seria una maniobra d'interès pal·liatiu que restava bàsicament només sota els interessos de les forces imperants del moment, i les autoritats exposaren públicament que tal unificació obligada estava destinada a evitar tota mena de possibles rivalitats alienes als castells; ja que la Nova tenia tant una tendència política com ideals manifestos típicament d'esquerres, al contrari que l'altra colla del poble. Així doncs, per a disgust dels membres d'ambdues agrupacions, hagueren de conviure com una sola colla per tal de seguir endavant i sobreviure durant els següents anys en aquell complex moment històric. Aquesta agrupació unificada fou dirigida per Ramon Barrufet Fàbregas (més conegut a Valls com El Blanco), que ja tenia experiència en el lideratge casteller a causa d'haver sigut cap de colla des d'abans de la guerra, i l'entitat era reconeguda típicament amb el nom de La Barreja. El grup realitzaria els primers castells de vuit pisos de la postguerra en forma de 4 de 8; carregant-lo inicialment a l'Arboç el 21 d'octubre de 1939, i ja descarregant-lo els primers cops a Torredembarra per la Diada de Santa Rosalia del 4 de setembre de 1939 i 1941.

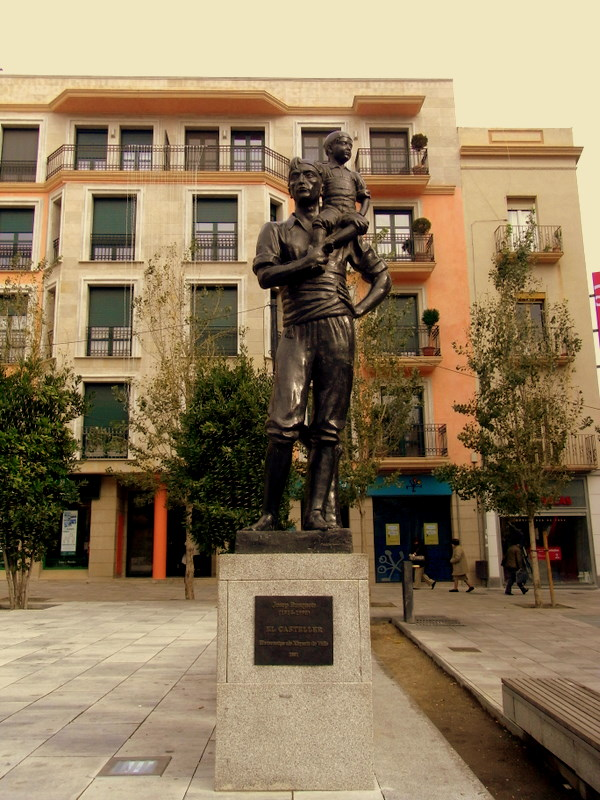
El casteller (1951), escultura de Josep Busquets i Òdena erigida en honor dels Xiquets de Valls. És el 1r monument casteller de la història, ubicat a El Pati de Valls, un enclavament que més tard seria típic de la Joves.

Ara bé, entre els anys 1946-1947 es van anar separant gradualment els Xiquets entre les dues colles vallenques originals prèvies a la Guerra Civil, i els hereus de la Colla Nova formaren la Colla La Muixerra Xiquets de Valls definitivament l'any 1947. El conjunt va encarar La Renaixença castellera mitjan (1947-Anys 60), sent la colla més potent fins a endinsar-se a la dècada dels anys cinquanta en posseir una gamma sense igual entre tota la resta del panorama casteller d'aquell moment. L'agrupació demostraria el cim del seu potencial al dur a terme la gesta de carregar el 3 de 8 dues vegades en un any a la plaça del Blat de Valls, el 20 i 21 d'octubre de 1951, sent aquells uns dels primers que veia el Món casteller des d'abans de la Guerra Civil (Torredembarra, 4-IX-1935) i dels puntuals casos que es resoldrien amb èxit fins a arribar a la temporada 1969. Tanmateix, als següents anys continuaria destacant al panorama casteller, sent-ne una de les bases de la seva recuperació, i el 1952 arribaria a ser capaç de guanyar ex aequo amb els Nens del Vendrell el tan esperat III Concurs de Castells de Tarragona en descarregar els dos conjunts el 4 de 8, el 2 de 7 i el 3 de 7 aixecat per sota. Tot plegat, La Muixerra mantindria la seva activitat castellera fins a la temporada 1965, moment en el qual s'exacerbà l'ambient a la localitat de Valls, i cal tindre en compte que la mateixa entitat ja arrossegava una contundent regressió interna des de 1959; motius pels quals deixaria d'actuar a plaça.
Tot i aquesta parada, l'agrupació castellera deixava a l'esquena uns grans registres que havien nodrit contundentment el Món Casteller de les dècades dels quaranta, cinquanta i seixanta; cent cinquanta-tres pilars de 5 (151d + 2c), cinquanta-sis castells de set bàsics descarregats sense cap carregada (3d7: 29d + 4d7: 27d), dotze 5 de 7 sense patir cap carregat, quaranta 4 de 7 amb el pilar (37d + 3c), seixanta-un 3 de 7 per sota (60d + 1c), cinquanta-dos 2 de 7 (43d + 9c), trenta-set 4 de 8 (22d + 15c) i dos 3 de 8 carregats, a més d'una prova puntual però molt avançada al seu temps de pilar de 6. Durant el període 1965-1969 molts dels veterans i del jovent que havia format part de La Muixerra van continuar seguint el panorama casteller, i fins i tot es col·laborà amb diverses entitats del país per ajudar el seu respectiu creixement. D'aquesta manera es va acabar mantenint un vincle directe amb l'afició per aquesta activitat i, en conjunt, aquest dur quinquenni de sequera castellera pel que fa a activitat directe no va frenar la fam de castells entre el nucli dur del col·lectiu, servint per encendre els ànims i catapultar l'agrupació cap a una imminent represa; ja només era qüestió de decidir quan i com.

### La Joves com a tal durant els seus inicis (1970-1980)
Arribant a 1970 de mica en mica començava la represa de l'agrupació, ajuntant-se les velles camises muixerrilles juntament amb noves generacions que encara no havien sentit plenament els castells. Tot aquest moviment va sorgir bàsicament a partir de reunions extraoficials arreu de Valls, des de cases pròpies fins a enclavaments socials com eren el Bar Orient o el Tres Portes (antics clàssics vallencs). El col·lectiu va anar assolint progressivament nombrosos suports de múltiples sectors del poble, des d'entitats oficials a mecenatges personals, i així van acabar aconseguint aspectes primigenis, però ben essencials, com eren espais d'assaig, indumentària o instruments. D'aquesta manera el 1970 serví com a preparació i fonament. Finalment, el maig de 1971 es va formar definitivament i oficialment la Colla Joves Xiquets de Valls, coneguda així fins als nostres dies i hereva dels Menestrals, la Roser, la Nova, els Xiquets i la Muixerra. Durant els seus primers mesos l'agrupació restà sense nom, fins i tot en actuacions a plaça, però amb el temps es va optar per triar el de Colla Joves Xiquets de Valls en relació amb els noms referents als seus precedents històrics i en honor del nucli de jovent renovador que participà en aquesta nova etapa. La represa del col·lectiu va esdevenir completament i ja no era pas un somni murmurat, encarant-se així amb contundència i energia la fase final de La Renaixença (anys 60-1980). A continuació es plasma visualment l'evolució cronològica dels noms l'entitat des del 1813 i fins a arribar a ser la Colla Joves Xiquets de Valls que coneixem actualment, resumint esquemàticament els continguts plasmats anteriorment:
| PERÍODE                  | NOMS/FASES                              | ÀLIES            | UNIFICADA |
| ------------------------ | --------------------------------------- | ---------------- | --------- |
| 1813-1840                | Colla dels Menestrals                   | Menestrals       | No        |
| 1840-1876                | Colla La Roser                          | -                | No        |
| 1876-1902                | Colla Nova dels Xiquets de Valls        | -                | No        |
| 1902/1903 - agost 1927   | Colla Nova de l'Escolà                  | -                | Sí        |
| agost 1927 - juny 1930   | Colla Xiquets de Valls                  | Xiquets          | Sí        |
| juny 1930 - 1935         | Colla Nova dels Xiquets de Valls        | -                | No        |
| 1936 - gener 1939        | Paralització d'activitat de la Nova     | -                | No        |
| gener 1939 - març 1947   | Colla dels Xiquets de Valls             | Barrejats        | Sí        |
| març 1947 - 1964         | Colla La Muixerra Xiquets de Valls      | Muixerros        | No        |
| 1964 - octubre 1970      | Paralització d'activitat de La Muixerra | -                | No        |
| octubre 1970 - maig 1971 | Represa de La Muixerra                  | -                | No        |
| maig 1971 - actualitat   | Colla Joves Xiquets de Valls            | Diables vermells | No        |

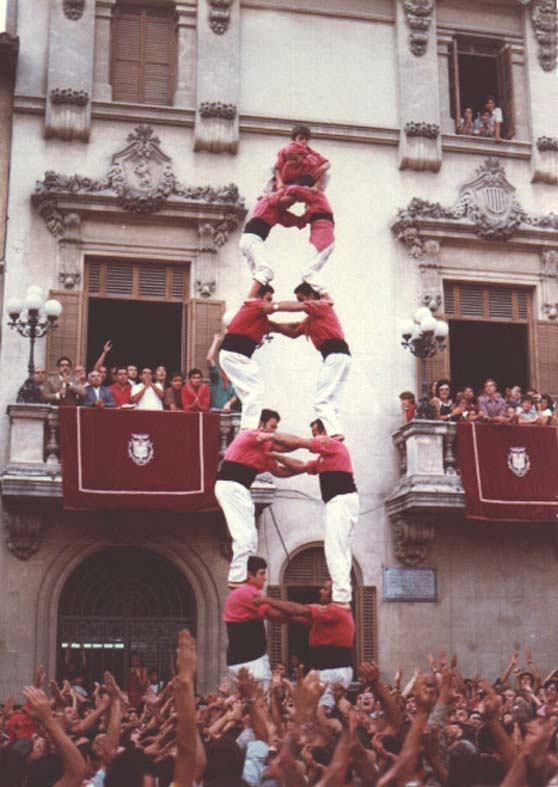
Primer 2 de 7 carregat de la CJXV des de la represa de l'entitat a Sant Fèlix, 30-VIII-1971.

Els seus primers caps de colla des de la represa del 1971 foren Isaac Rubio (1971, 1974-1976) i Andreu Montserrat (1972-1973). La Colla Joves, com a tal, va assolir notòries fites en l'àmbit de la gamma de set i vuit pisos als anys setanta, recuperant així nombroses estructures (perquè algunes ja havien sigut realitzades per la Colla Nova i la Muixerra anteriorment) i fent-ne fins i tot alguna de nova aquell segle. Durant el Sant Fèlix de 1971 va coronar el seu primer 2 de 7, demostrant ràpidament cert potencial poc temps després de ressorgir, només en qüestió de mesos. Així que el 1971 l'agrupació sorprengué la crítica castellera del moment amb un autèntic impacte que tingué enorme ressò, començant una cursa ascendent sostinguda en el temps i explorant la gamma que hi havia a l'abast. El 1972 la colla va ser capaç de carregar el 4 de 8 durant la Diada de Sant Fèlix, un castell emblemàtic que havia sigut marca pròpia de la casa durant unes quantes dècades del segle xx, de mode que la fita fou enormement simbòlica sobretot per als veterans. Abans d'acabar l'any, durant la Diada de Santa Úrsula va descarregar finalment el seu primer 2 de 7, rematant molts mesos de feina als assajos. Per Sant Joan del 1974 la Joves va ser capaç de carregar i descarregar el 3 de 7 aixecat per sota, construcció que no s'acostumava a veure a les diades i demostrava bon treball en equip. El 1975 els vallencs descarregarien el seu primer 4 de 8 a la Diada de la Bisbal (15-VIII-1975), una estructura que els estabilitzà al panorama dels vuit pisos i consolidà el context del grup per a encarar reptes majors. Com a resultat, a la temporada 1976 la Joves de Valls realitzà els seus primers 3 de 8, un castell que havia sigut una autèntica insígnia per als precedents històrics de la colla i que ho tornaria a ser a partir d'aquest any; primer carregant-lo per Sant Fèlix i descarregant-lo finalment durant la Diada de Santa Úrsula. Amb tal nivell, per Santa Úrsula del 1978 els vallencs van carregar el primer 5 de 8 que veia el Món Casteller al segle xx, una primera catedral coronada que aportaria noves aspiracions als vallencs i sustentaria la base de més proves innovadores. Tot plegat, a causa d'aquesta ràpida pujança que va demostrar posseir l'agrupació, i sumant-hi les grans construccions que va ser capaç de dur a plaça, el color vermell de la seva camisa i el contundent caràcter casteller que va exhibir sempre, van ser factors que van fer que els vallencs es guanyessin ràpidament el sobrenom: els diables vermells.

### La 1a era daurada de la Joves amb l'inici de la2a època d'Or(1981-2001)

#### L'època d'experimentació i progrés, 1981-1987

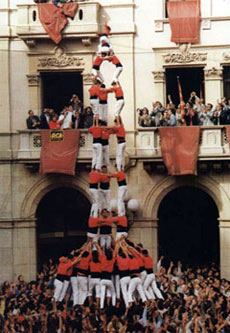
Primer 3 de 9 amb folre descarregat al, aconseguit per la Colla Joves a Valls per Santa Úrsula, 26-X-1986.

Entrant als inicis de la Segona època d'Or dels castells (1981-1992), durant principis i mitjans dels anys vuitanta, la colla va aconseguir encara majors avenços amb els caps de colla Jordi Crussells (1977-1984) i Julià Bascuñana (1985-1987), destacant-ne entre molts altres els següents; el primer 5 de 8 que el Món Casteller veia descarregat al segle xx per Santa Úrsula del 1981, el seu primer 2 de 8 amb folre carregat modernament durant la Diada Nacional de 1983 i descarregat a la de 1984, el seu primer 4 de 9 amb folre carregat a l'era moderna durant el XI Concurs de Castells de Tarragona (28-IX-1986) i el primer 3 de 9 amb folre que el Món Casteller veia descarregat al segle xx amb la Santa Úrsula del 1986. Els diferents èxits que va degustar el conjunt vallenc se succeí de manera consecutiva temporada rere temporada, atorgant un rodatge excepcional i endurint d'experiència als diables vermells per tal de continuar progressant. Si mirem els registres d'arxius, entre 1981-1887 la Joves de Valls va acabar duent fins a trenta construccions diferents a plaça, deixant un total de 1.189 proves. A més, va destacar també pels molt bons percentatges aconseguits a l'època de la qual estem parlant; 1.065d+54c+56i+14id, menys d'un 10% de caigudes totals sumant les (C+I).
Tanmateix, aquesta escalada va motivar a l'entitat per atrevir-se a fer passes més enllà dels cànons vigents. Durant aquest període dels anys vuitanta els vallencs protagonitzaren també els primers assalts del segle xx en matèria de gamma extra, centrant-se concretament en els grans castells sense folre. Per Santa Úrsula del 1983 intentaren el primer 4 de 9 sense folre executat per una colla durant la modernitat, i per Santa Úrsula del 1987 els de la camisa vermella s'atreviren fins i tot a intentar un castell molt avançat al seu temps i que llavors es donava històricament per impossible, el 2 de 8 sense folre. D'aquesta manera, tot i ser fites que no acariciaren ni l'aleta, els vallencs van obrir una nova fórmula en la comprensió dels castells desfolrats i de la mateixa gamma superior; perquè el 4 de 9 sense folre era el primer gamma extra provat des del segle xix per una colla (categoria desapareguda des de feia llavors quasi un segle), i avui en dia es creu que el 2 de 8 sense folre del 1987 segurament fou el primer de la Història Castellera.

#### Els pletòrics anys dels tres concursos consecutius, 1988-1992
La feina feta als darrers temps i els renovats esforços de la colla durant els mandats d'Andreu Montserrat (1988-1990), Salvador Ramon (1991) i Fede Gormaz (1992-1993) van comportar un nou ascens categòric per al grup a finals dels vuitanta i principis dels noranta. Entre els anys 1988-1992 la Joves va ser la colla puntera del Món Casteller sobre la base de les xifres assolides de mode ascendent durant aquelles temporades, les proeses castelleres que va anar protagonitzant sense fre i la consolidació d'unes actuacions que destacaren amb enorme contundència al context de les torres humanes catalanes del moment.

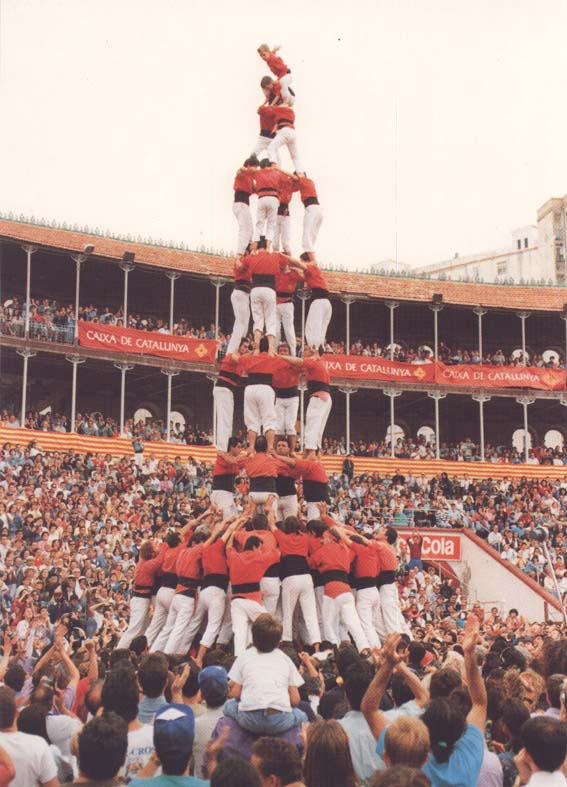
Primer 4 de 9 amb folre descarregat per la Colla Joves al, Concurs de Tarragona de 1992.

D'una banda, la temporada 1988 va veure proliferar un potent tour de victòries de l'agrupació vallenca al Concurs de castells de Tarragona, arribant a assolir tres victòries de manera consecutiva amb les edicions de 1988, 1990 i 1992. Tal fita va consolidar la posició dels diables vermells en aquell moment històric, igualant una cadena de podis que només l'altra colla de Valls havia aconseguit fins al moment. L'entitat no guanyava cap certamen tarragoní des de l'edició de la temporada 1980, la qual cosa va significar una forta pujada de moral pels vallencs, que per fi veien materialitzats amb reconeixements i clars èxits molts anys de treball sobre les seves esquenes.
Durant el 1988 la Colla Joves finalment va recuperar modernament el pilar de 6 carregant-lo i descarregant-lo per Santa Teresa, un complex espadat que en aquell moment cap colla havia pogut descarregar des de la temporada 1972. Aquella fita va sorprendre la crítica castellera del moment, i cap altra entitat vigent el podria tornar a descarregar novament fins a l'any 1995. El 1992 la colla vallenca va aconseguir la que, en aquell moment, fou la millor actuació vista al segle xx estant Fede Gormaz al capdavant de les files vermelles (1992-1993), descarregant per primer cop a la modernitat castellera la Tripleta Màgica durant el XIV Concurs de castells de Tarragona. Era una fita que feia més d'una dècada que s'intentava aconseguir per part de les dues colles de Valls, però que encara cap havia pogut descarregar des del segle xix. A més, el 4 de 9 amb folre efectuat en aquella mateixa diada era el primer descarregat per la Joves al segle xx. Per rematar la temporada del 1992, els diables vermells van ser capaços de repetir la complexa fita de la tripleta màgica descarregada, duent-la a terme aquest cop a la Plaça del Blat de Valls per la Diada de Santa Úrsula. El periodisme casteller va veure aquella exhibició castellera com la diada del segle, sorprenent pel gran nivell demostrat i la forta dualitat viscuda amb l'altra colla de la ciutat. Tot plegat, la temporada que van protagonitzar els vermells el 1992 resultava ser no només la millor duta a terme per la colla a la seva llarga trajectòria, sinó que també era la major que havia vist el Món Casteller fins llavors al segle xx. Els èxits llavors aconseguits quasi en cadena resultaren essencials per tal de poder encapçalar reptes encara majors, i assentar potents bases per a un futur pròxim.
La Joves de Valls va continuar una tendència d'experimentació castellera exemplar. Primer, arribant a 1988 la colla, dirigida llavors per Andreu Montserrat, va ser la primera que va protagonitzar proves realment serioses del 2 de 9 amb folre i manilles, un castell que encara resultava ser inèdit. Als assajos previs a la diada de Santa Úrsula el grup va arribar a col·locar quints a l'estructura, però la torre emmanillada finalment es va quedar a les portes de ser duta a plaça (no sent executada per una caiguda de 3 de 9 amb folre). Entre 1988 i 1992 la colla tampoc va deixar d'assajar les construccions desfolrades, provant puntualment el 2 de 8 i 4 de 9 sense folre al local gràcies a la qualitat tècnica dels troncs que tenia l'entitat, a la forta regularització dels castells de nou pisos i els citats episodis de descarregades amb diverses estructures menors.

#### El salt definitiu a la gamma extra, 1993-2001
La colla va entrar amb força a la coneguda com a Edat de Platí (1993-Actualitat), inaugurada amb la recuperació dels castells de gamma extra i sota els lideratges de Fede Gormaz (1992-1993), Quico Fabra (1994-1995 i 1997-1998), Francesc Sànchez (1996), Tomàs Gormaz (1999-2000) i Òscar Peris (2001-2002).

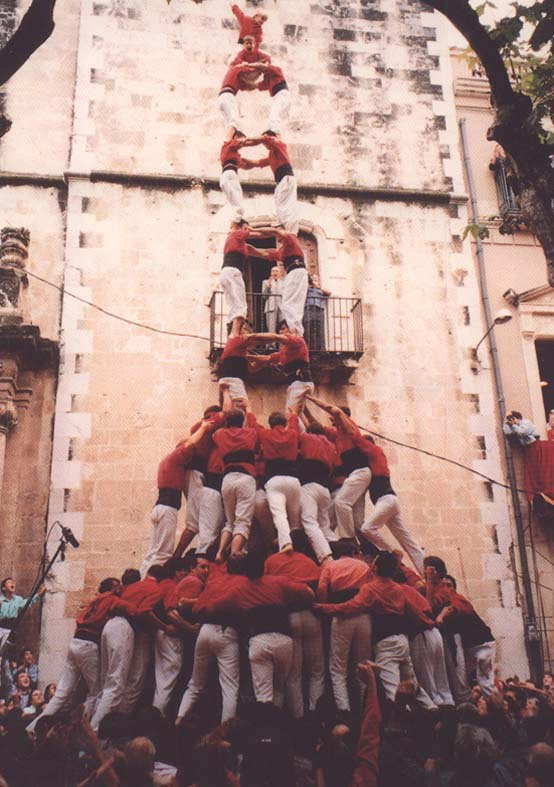
Primer 2d9fm carregat per la Colla Joves, Santa Teresa, Vendrell, 16-X-1994.

Durant aquest període la colla va regularitzar els castells de la gamma de vuit i mig i de nou, sent la base per al progrés dels vallencs durant l'última dècada del segle xx i sustentant bona part de les nombroses fites que anirien assolint consecutivament aquells anys. El principi d'aquest període va haver de veure moltes qüestions sobre la taula per als vermells. Després de la temporada 1992 el nivell del Món Casteller va seguir prosperant notablement, però l'any 1993 va viure una lleu rebaixa dels registres de la Colla Joves. Tot i mantenir la gamma de nou, aquell any la colla no va tornar a descarregar una tripleta màgica, i tampoc fou capaç de fer el salt cap a la tan cobejada gamma extra. Com a conseqüència, i junt amb l'auge de malves/verds/rosats/morats i la fita del primer 2 de 9 amb folre i manilles carregat pels Minyons de Terrassa, es va posar en dubte la posició de la Joves a la punta del panorama casteller del moment. Aquella situació va dur als vermells a una consolidació i a un augment del ritme d'assaig durant la temporada 1994, i els resultats es van aconseguir. Encara que la Joves va perdre la primera posició al concurs d'aquell any, per la Diada de Santa Teresa al Vendrell, va donar una nova campanada carregant exitosament el primer 2 de 9 amb folre i manilles del seu historial. Aquell castell era el primer gamma extra i el primer castell emmanillat realitzat per una colla vallenca al segle xx, i, al mateix temps, tal fita feia del Vendrell la tercera plaça castellera que veia una construcció d'aquesta categoria durant la modernitat (després de Terrassa i Barcelona). A més, es va poder apreciar que aquest castell era plenament descarregable, perquè va poder mantenir mides fins a la carregada i va caure quan l'enxaneta ja era sobre les manilles i l'aixecador sortia dels dossos. A més, aquesta fita significava l'inici de la plena immersió de la colla vallenca dins l'univers de les innovadores manilles, encara que des dels anys vuitanta l'agrupació havia optat per encarar-se a la realització dels grans castells sense folre (fins aquell moment, de mode infructuós). Aquell mateix any la colla va ser capaç de tornar a repetir el 2 de 9 amb folre i manilles carregat per Santa Úrsula, acompanyant-lo juntament amb el 3 de 9 amb folre i el 4 de 9 amb folre descarregats. Amb tals registres s'alçaven les millors actuacions dels vallencs dutes a terme fins a arribar a tal moment de l'era castellera contemporània, i així completaven una temporada que en xifres clares era la millor feta mai per una colla al segle xx. D'aquesta manera la Joves de Valls tornava a posicionar-se al capdamunt de l'Olimp Casteller.

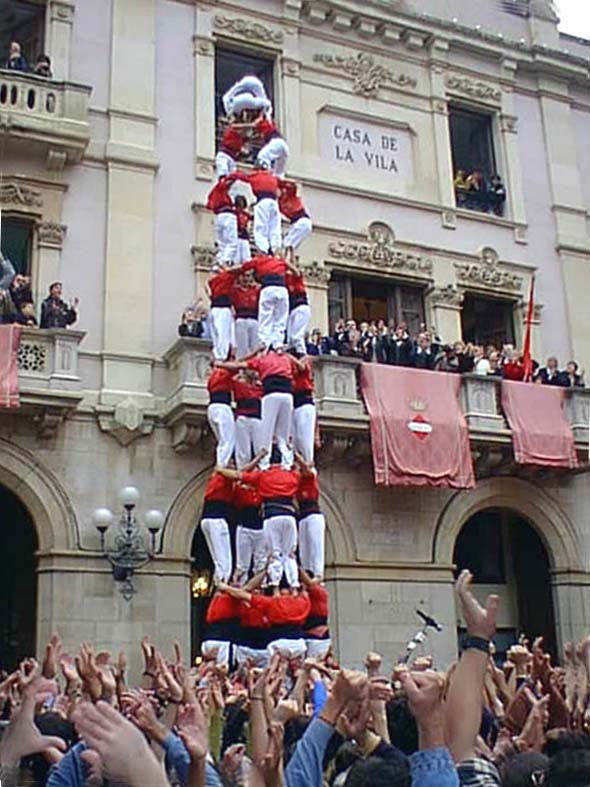
1r 4d9 sense folre carregat modernament per la CJXV i també vist mai a Valls, Santa Úrsula, 24-X-1999.

La segona meitat dels anys noranta fou de clars canvis respecte a la situació de la colla al capdamunt del panorama casteller. Entre 1995 i 1996 la colla provaria de fer nous gammes extres, centrant-se fortament a intentar descarregar el 2 de 9 amb folre i manilles i en arribar a realitzar el 2 de 8 sense folre, però tal aposta fou infructuosa. Aquella situació va fer que la Joves perdés doncs l'hegemonia del Món Casteller. Tanmateix, l'agrupació encara es va mantenir sense cap mena de dubte com una de les colles més grans del panorama casteller perquè va continuar creixent i protagonitzant fites castelleres a plaça. El 1997 la Joves va ser capaç de coronar el seu primer pilar de 7 amb folre de l'era moderna per la Diada vallenca del 19 de setembre i per la Diada de Santa Úrsula, realitzant també aquell dia el 4 de 9 amb folre i el 3 de 9 amb folre descarregats. L'any 1998 va ser un moment de grans èxits per als vallencs; durant la Diada de Sant Fèlix van quedar-se a les portes d'aconseguir coronar el seu primer 4 de 9 sense folre modern, per Sant Joan van carregar oficialment el seu primer 4 de 8 amb el pilar, a la Diada de Santa Teresa van poder descarregar finalment el seu primer 4 de 8 amb el pilar modern i durant la diada vallenca de Santa Úrsula els vermells van coronar el seu primer 5 de 9 amb folre de la modernitat després d'una primera caiguda (acompanyant-lo del 3 de 9 amb folre i el 4 de 9 amb folre descarregats). Era la millor temporada dels diables vermells al segle xx, superant fins i tot els mítics anys 1992 i 1994, tornant a viure's un potent auge entre les files de la Joves. L'any 1999 l'agrupació començà descarregant el seu primer pilar de 7 amb folre modern per Sant Joan després de quatre anys de forta feina pilanera. Durant aquella temporada, l'agrupació també va aconseguir carregar el seu primer 4 de 9 sense folre de la modernitat per Santa Úrsula després d'un primer intent desmuntat. Aquest va ser el primer castell total vist a Valls en tota la Història Castellera, ja que es creu que les colles vallenques del segle xix mai l'arribaren a poder dur a terme a la Plaça del Blat. En tot cas, aquesta fita fou clau tant per a la vila com per als diables vermells, perquè pujà virtualment el nivell casteller de la localitat i, a més, implicava que la Colla Joves recollís els primers fruits de la feina que portava duent a terme amb els castells nets des de la temporada 1983. Tot plegat, el conjunt vallenc deixava enrere un magnífic tram final de segle xx, encarant el nou mil·lenni amb molt de potencial i una evident ambició per autosuperar-se.
Entrant al segle XXI l'agrupació va seguir una tendència ascendent durant els mandats de Tomàs Gormaz (1999-2000) i Òscar Peris (2001-2002): L'any 2000 van tornar a assolir la seva millor temporada fins al moment; van carregar el 4 de 9 sense folre per Sant Joan, el més matiner de la Història Castellera. Aquell castell total tan primerenc mostrava el propòsit de la temporada per part de la colla, que pretenia conquerir-lo d'una vegada per totes després de tant de temps anant-li al darrere (des de l'any 1983). La Colla Joves finalment el va descarregar a la Diada de Sant Fèlix per primer cop en tota la seva llarga trajectòria. Aquell any la colla va arribar a aconseguir un rècord que avui dia encara no s'ha superat, el d'arribar a assolir ni més ni menys que sis 4 de 9 sense folre per part d'una colla en un any (5c + 1d). Durant el XVIII Concurs de Castells de Tarragona d'aquella temporada aconseguiren situar-se segons, el millor resultat dels seus últims anys participant-hi, en carregar el 4 de 9 sense folre i descarregar tant el 3 de 9 amb folre com el 2 de 8 amb folre, però deixant dos intents de 5 de 9 amb folre. Aquell 4 de 9 sense folre era el primer que s'havia executat amb èxit a la història en un Concurs de Castells. Unes setmanes més tard la colla va aconseguir també descarregar el seu primer 2 de 9 amb folre i manilles al Vendrell per la Diada de Santa Teresa, acompanyat del 3 de 9 amb folre i del 5 de 8. Durant la Diada de Santa Úrsula d'aquell any la Joves tornà a coronar el 5 de 9 amb folre i el 4 de 9 sense folre, assolint per primera vegada dues aletes de gamma extra en una mateixa actuació. Per rematar la temporada 2000, a la Diada de Vila-Rodona la colla ja havia agafat prou confiança amb els castells sense folre i es va atrevir a dur a terme el primer intent de 3 de 9 sense folre de l'era castellera moderna, encara que fou infructuosament. Amb la temporada 2001 la colla va ser capaç de tornar a descarregar el 4 de 9 sense folre per la Diada de Sant Fèlix i, juntament amb el 2 de 9 amb folre i manilles carregat i el 3 de 9 amb folre descarregat, assolia la millor actuació de la història moderna del conjunt vallenc. Aquella jornada resultaria ser memorable; doncs, d'una banda els diables vermells no superarien aquesta actuació fins a arribar a l'any 2012, i, d'altra banda, perquè juntament amb el 4 de 9 sense folre que també van fer els Minyons de Terrassa, faria del Sant Fèlix 2001 la primera diada amb dos castells totals descarregats (no tornant-se a veure una gesta castellera com aquesta fins a arribar-se a la Santa Úrsula de 2018). La Santa Úrsula d'aquell any veuria també diverses fites vermelles de notable nivell, com la carregada del 4 de 9 sense folre i del 2 de 9 amb folre i manilles, o una prometedora prova de 2 de 8 sense folre que finalment acabà en intent. Tanmateix, aquella torre emmanillada seria la darrera que aconseguiria el conjunt vermell en més d'una dècada (fins al 2015).

### El període d'irregularitat vermella durant la primera fase delseglexxi(2002-2011)

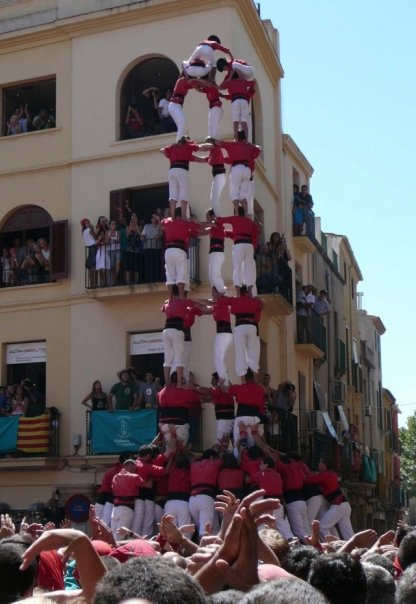
Primer 5d9f descarregat per la CJXV des del, Sant Fèlix, 30-VIII-2008.

Entre les temporades 2002 i 2011 la Joves va protagonitzar una gran irregularitat en el seu nivell casteller i en els resultats a les actuacions, no tornant a assolir xifres similars a les aconseguides entre el període 2000-2001 en tota una dècada. L'any 2002 una greu lesió viscuda entre les files dels vallencs va afectar sensiblement la colla en tots els seus aspectes, calant al conjunt vermell des del 2002 al 2007. Però gràcies al gran treball fet en conjunt i dut a terme entre els períodes d'Òscar Peris (2001-2002), Josep Mª Estil·les (2003) i Francesc Sànchez (2004) l'any 2004 la Colla Joves va arribar a carregar el seu primer 2 de 8 sense folre, una estructura mai vista exitosament a la localitat de Valls. Amb el lideratge de Salvador Ramón (2005) i Pere Rico (2006-2008) es mantingueren els castells de la gamma de nou i es van renovar els atacs cap a colossos de la gamma extra, sobretot de cara al 2 de 8 sense folre i el 5 de 9 amb folre.
Durant la temporada 2008 la colla va assolir grans èxits i va millorar la seva situació. El 3 d'agost els vermells van descarregar el primer 9 de 7 de la seva trajectòria, fet a un viatge a Estònia. Poques setmanes després, la Joves va aconseguir descarregar finalment el seu primer 5 de 9 amb folre a l'era moderna per Sant Fèlix, deu anys després d'aconseguir coronar la seva primera supercatedral també a Vilafranca, i acompanyant-lo amb el 3 de 9 amb folre i el 4 de 9 amb folre. La fita del 5 de 9 amb folre significar una enorme transcendència per a la Joves, ja que feia anys que el conjunt vallenc pretenia descarregar aquesta construcció, havent-la provat fins en 11 ocasions infructuosament (2c + 8i + 1id). Des del 2008, la Joves esdevindria una de les colles amb més domini de l'estructura del cinc i es consolidaria com un dels castells insígnies dels diables vermells. Al XXII Concurs de Castells de Tarragona la Colla Joves tornaria a pujar al podi, quedant-hi tercera per fer una tripleta màgica i deixar enrere ambiciosos intents de 5 de 9 amb folre i de 2 de 8 sense folre. Tanmateix, a la Diada de l'Arboç (8-XI-2008) els vallencs carregaren el primer 3 de 8 amb pilar de la llarga trajectòria de la colla i també realitzaren innovadorament el primer 12 de 7 que veia el Món Casteller des del segle xix. Aquell any per Santa Úrsula la Joves també signaria una magnífica actuació descarregant el 3 de 9 amb folre, el 4 de 9 amb folre i el 5 de 9 amb folre. El 2008 es consolidavacom una temporada d'alt valor per els de la camisa vermella, sent una de les tres millors del seu currículum fins llavors i duent a terme contundents apostes per tornar a créixer.
Durant les temporades 2009-2010 l'Helena Llagostera assumiria la direcció dels vermells, obrint una nova i exemplar pàgina a la Història dels castells en ser la primera dona cap de colla d'una agrupació de gamma extra. D'aquest període en destacaren sobretot els tres 5 de 9 amb folre coronats i el renovat enfrontament dels vallencs amb el 2 de 9 amb folre i manilles. L'any 2010 la colla va aconseguir la segona plaça al XXIII Concurs de Castells de Tarragona amb la descarregada del 4 de 9 amb folre i del 3 de 9 amb folre, i la carregada del 5 de 9 amb folre. Aquesta era la seva millor posició dels últims deu anys, ja que al Concurs de Castells de les edicions 2004, 2006 i 2008 els vermells assolirien la tercera posició, i l'últim cop que havien quedat segons fou l'any 2000. La temporada 2011 va ser encara un any de baixesa, suposant un any de canvis amb Joan Barquet al capdavant de les files de la colla vermella. Els vallencs van mantenir la gamma de nou, però s'abandonà l'assalt a la gamma extra temporalment per tal d'entrar en un contundent marc de transició interna, i així redirigir el rumb de l'agrupació per tal de poder encarar noves i ambicioses fronteres en un futur pròxim.

### La 2a era daurada dels diables vermells (2012-Actualitat)

#### La revifalla de la Joves, 2012-2014

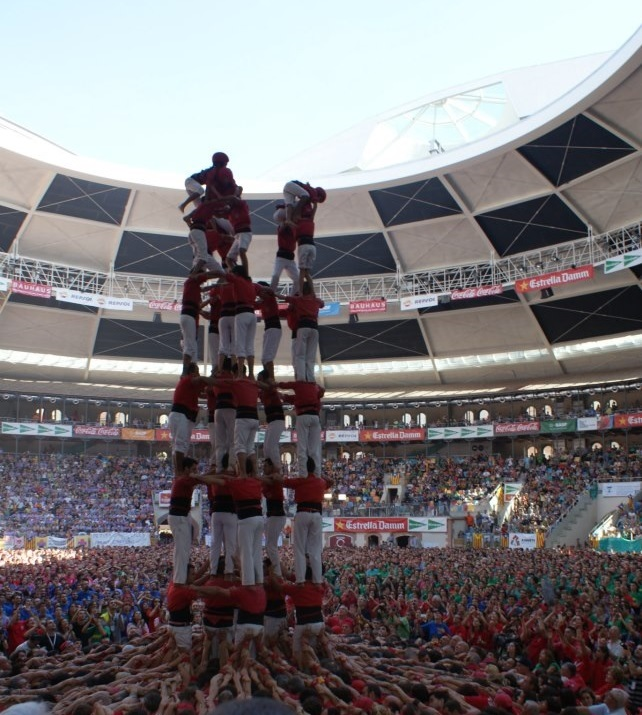
Primer 9d8 de la CJXV, XXIV Concurs de Castells de Tarragona, 7-X-2012.

Al període 2012-2014 la situació va canviar definitivament per a la Colla Joves, tornant a assolir xifres similars a les de principis de segle i entrant ja plenament en una renovadora dinàmica ascendent de manera successiva.
Durant la temporada 2012, amb el lideratge de Pere Rico, la colla va viure una cadena d'èxits notables, encara que aquell any va destacar que la colla no fos convidada per la Diada de Sant Fèlix. El 6 de juny la Joves executaria la primera prova de 7 de 8 del seu llarg historial, aconseguint carregar-lo i descarregar-lo a la primera sense problemes durant l'actuació feta pel 86è aniversari dels Nens del Vendrell. Al XXIV Concurs de Castells de Tarragona la colla hi anava amb grans expectatives, i els vermells aconseguiren el podi, obtenint-ne el segon lloc gràcies a la descàrrega del 3 de 9 amb folre, el 5 de 9 amb folre (que descarregaven per primer cop des del 2008) i del 9 de 8 (el primer de la trajectòria de la colla vallenca), alçant-se amb una de les millors actuacions que havien executat durant els últims anys. A la Diada de Santa Úrsula d'aquell any els diables vermells trencaven novament esquemes, duent a terme la que fins aquell moment esdevenia la seva millor actuació de la història contant tres castells: descarregant novament el 5 de 9 amb folre i el 9 de 8, i aquest cop carregant el 4 de 9 sense folre per primera vegada en onze anys. Era la primera ocasió en què la Joves realitzava tres construccions superiors al 3 de 9 amb folre en una mateixa actuació. Amb aquest gran final de temporada, la colla deixava enrere un any de transició important, havent tornat a reconquerir la gamma extra i consolidant estructures, com el 5 de 8 o el 3 de 9 amb folre. A més, l'efectivitat vermella va ser molt notable, amb sis úniques caigudes i un intent desmuntat durant un any. Això deixava a l'agrupació en disposició de fer un nou salt endavant, tot plegat gràcies a una feina que tindria grans resultats a mitjà termini; començava la gran revifalla dels diables vermells.

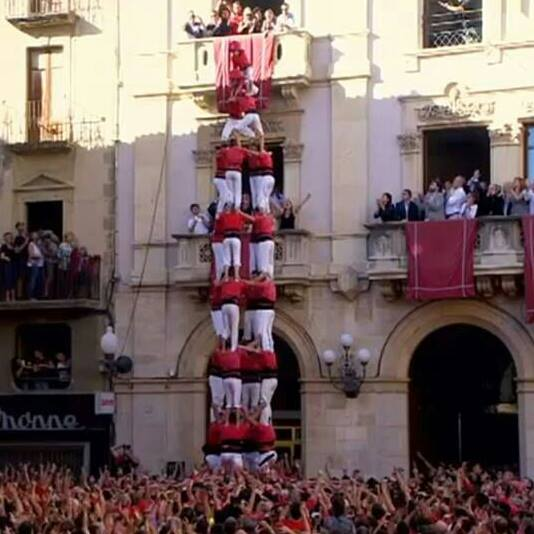
Primer 4 de 9 sense folre descarregat a Valls, per la CJXV a la Santa Úrsula de 2013.

L'any 2013, sent Jordi Guasch cap de colla, l'agrupació va signar una esplèndida temporada on tornà a destacar per les poques caigudes patides (tan sols set en tot l'any) amb un alt índex de descàrregues, els nombrosos castells de nou pisos realitzats (dinou; nou 4 de 9 amb folre i deu 3 de 9 amb folre), una notable millora en l'àmbit dels espadats de mèrit (pd6: 4d + pd7f: 2d + pd8fm: 1c) i els nous èxits en l'assalt a la gamma extra. A més, la Joves va aconseguir portar amb nombroses tripletes màgiques (Sant Joan vallenc, La Bisbal, Igualada, Santa Rosalia a Torredembarra, Diada Nacional, Sant Miquel a Lleida...etc.), un factor que va donar notable rodatge, solidesa i confiança als vallencs, encara que van abandonar durant tot un any l'estructura del dos. En aquella temporada la colla tornava a Vilafranca pel 30 d'agost i per la Diada de Sant Fèlix la Joves va descarregar el 3 de 9 amb folre, el 5 de 9 amb folre i el 4 de 9 amb folre, agafant forces per al segon tram de temporada. Per Santa Úrsula milloraren l'actuació de l'any anterior, superant les expectatives; descarregant aquest cop el 5 de 9 amb folre i recuperant el 4 de 9 sense folre (després de dotze anys sense descarregar-lo), a més de carregar, per primera vegada a la història moderna de la colla, el pilar de 8 amb folre i manilles després d'un intent fallit previ i de patir una caiguda amb el 9 de 8. Mai abans s'havia descarregat un 4 de 9 sense folre a la mítica Plaça del Blat de Valls, aconseguint d'aquesta manera la millor construcció vista fins llavors a la ciutat bressol dels castells, i signant així la millor exhibició comptant tres castells fins aquell moment de la seva llarga història. Així que els fruits de la feina feta ja es començaven a tastar, havent fet una temporada magnífica que s'ha mantingut a la memòria dels membres de la colla pel cúmul de grans moments viscuts.

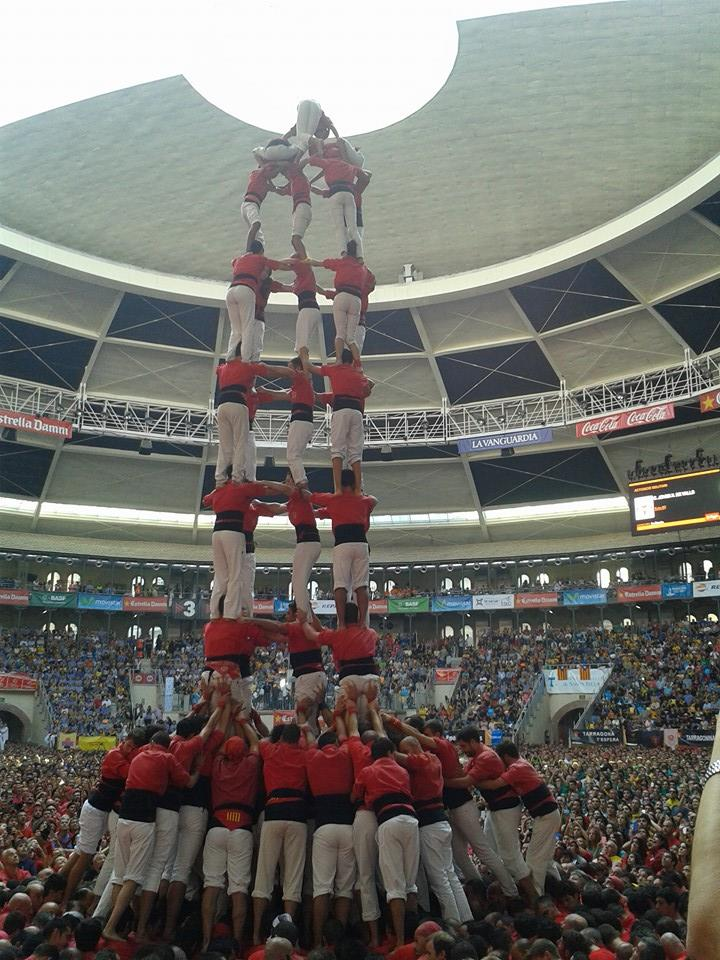
5 de 9 amb folre de la CJXV al XXV Concurs de Tarragona, 5-X-2014.

Durant la temporada del 2014, estant Tomàs Gormaz al capdavant de la Joves, es va assolir una temporada de creixement que tornà a ressaltar enormement. Per la Diada de Sant Fèlix la colla va signar la seva millor actuació tenint en compte tres castells més pilar, però també resultava ser la més gran feta mai per una colla forana a Vilafranca fins aquell precís moment; descarregant el 3 de 9 amb folre i el 5 de 9 amb folre, i carregant ni més ni menys que el 4 de 9 sense folre i el pilar de 8 amb folre i manilles. Semblava que aquell any la colla podia aspirar a arribar altre cop al podi del Concurs de Castells de Tarragona havent experimentat tal inici de la segona fase de la temporada castellera. No obstant això, arribats al XXV Concurs de Castells de Tarragona els vermells van ensopegar amb dos intents desmuntats del 4 de 9 sense folre i un intent del pilar de 8 amb folre i manilles, només podent descarregar el 5 de 9 amb folre i el 3 de 9 amb folre. Van assolir així la setena posició en aquella edició del Concurs, la pitjor a la qual arribaven des de la IX edició del Concurs el 1982 (quan quedaren vintens de manera crítica) i la segona pitjor del seu historial. Ara bé, a la recta final del 2014 el conjunt vallenc es va refer meritòriament i va encarar amb força i optimisme el darrer tram de la temporada, ja que els progressos fets a l'assaig simplement no s'havien materialitzat del tot. A la Diada de Santa Teresa d'aquest any la colla recuperava el 2 de 8 sense folre carregant-lo per primer cop després de deu anys, convertint tal estructura en la millor vista fins llavors a la històrica plaça castellera del Vendrell. Pocs dies després, l'agrupació vallenca remataria la temporada amb una Santa Úrsula on va descarregar el 5 de 9 amb folre i el 3 de 9 amb folre, carregà el 4 de 9 sense folre i va deixar en intent el 2 de 8 sense folre, quedant a pocs passos de realitzar una de les millors actuacions de la colla i de la Història Castellera. Arribant a novembre, la Joves havia aconseguit doncs una de les seves millors temporades (la millor fins aquell moment) al descarregar catorze castells de la gamma de nou sense patir cap caiguda (4d9f: 7d + 3d9f: 7d), descarregar tres 5 de 9 amb folre, coronar grans castells sense folre (carregant dos 4 de 9 sense folre i un 2 de 8 sense folre), provar altre cop el 2 de 9 amb folre i manilles per primer cop en anys, confirmar el bon estat del seu espadat de mèrit en assolir les millors xifres pilaneres del seu historial fins llavors (pd6: 5d + pd7f: 3d i 1c + pd8fm: 1c) i assolir la millor actuació complerta de la seva història fins en aquell moment gràcies a la Diada de Sant Fèlix d'aquell any.

#### L'aplicació delpasset a passet, 2015-Actualitat

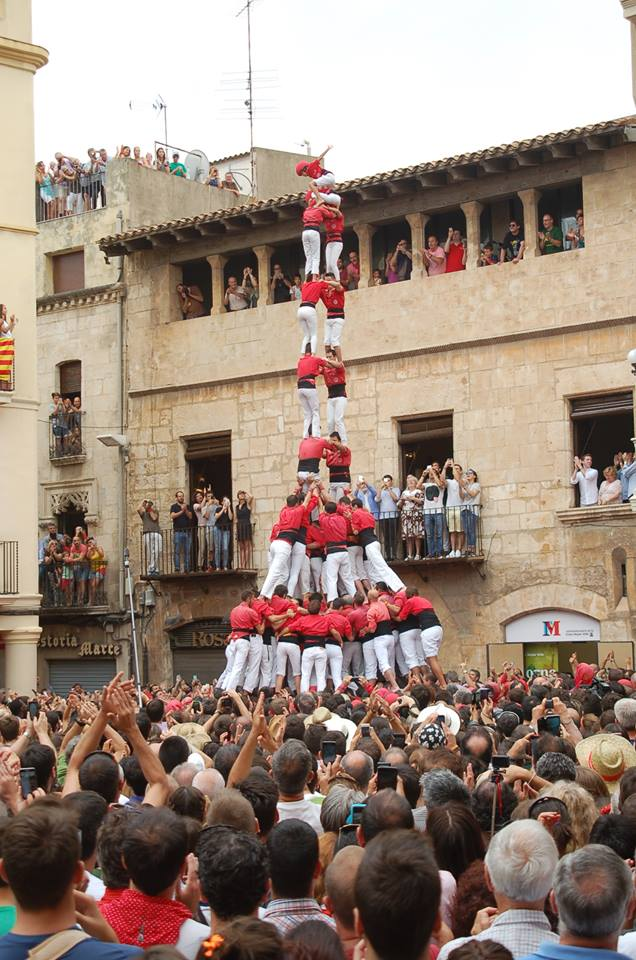
2 de 9 amb folre i manilles descarregat per la CJXV durant el Sant Fèlix del 20-VIII- 2016.

A partir de l'any 2015, la Joves iniciaria un nou cicle aplicant renovadores premisses i iniciatives que la segueixen guiant fins a l'actualitat per tal d'intentar assolir nous principis d'autosuperació i ampliar i millorar el seu ventall constructiu. I sobretot aplicant una filosofia innovadora, la del característic passet a passet: 
La temporada 2015 va ser un període de canvis interns importants per als vallencs i del seu modus operandi a assaig sota el lideratge de Jaume Galofré, el cap de colla més jove que s'havia vist dirigint a una colla de gamma extra al Món Casteller. L'any començà de forma brusca, no presentant els registres esperats i patint caigudes inesperades, i això es va veure perfectament amb les diades de Sant Joan (3d9fc, 7d8c, 4d9f) i Sant Fèlix (3d9f, 2d9fmc, id5d9f, 4d9fc). La colla estava apostant sobretot per les manilles, apuntant de cara als grans castells emmanillats, i per fi es van veure grans resultats a la Mercè, on la colla va descarregar el seu primer 2 de 9 amb folre i manilles després de més d'una dècada sense completar-lo. Però l'aposta no sortí bé, i el tram final d'any quedà llunyà respecte a les pretensions inicials. Tot i no presentar números com els dels anys previs, aquella temporada va destacar sobretot pel rotund èxit vermell amb l'execució del 2 de 9 amb folre i manilles (3d + 1c) i pel primer enfrontament de la història dels diables vermells amb el 3 de 10 amb folre i manilles durant la diada de Santa Úrsula, tot plegat amb dos intents per tal de provar d'assolir el primer castell de deu pisos vist mai a Valls.

Al 2016 els vallencs tornaren a revifar-se, signant una de les seves millors temporades al mostrar un ampli ventall de castells de vuit-nou pisos i de gamma extra, a més d'intentar portar a plaça estructures encara no descarregades per ells. Això es va plasmar a la perfecció amb tres diades clau del calendari casteller; les de Sant Fèlix, el Concurs i Santa Úrsula. En el cas de Vilafranca, la colla va descarregar el 2 de 9 amb folre i manilles i el 5 de 9 amb folre, a més de carregar el 4 de 9 sense folre, executant així una de les millors actuacions del seu longeu historial. A Tarragona, els vallencs van intentar dur una de les actuacions més ambicioses dels seus últims anys, però van entrebancar de ple amb els castells emmanillats (3 de 10 amb folre i manilles i 2 de 9 amb folre i manilles), quedant quarts a l'edició del XXVI Concurs de Castells de Tarragona després de completar el 5 de 9 amb folre, el 4 de 9 amb folre i el 3 de 9 amb folre. Aquest era el primer cop que els vallencs s'atrevien a dur un colós de deu pisos fora de Valls, i ni més ni menys que al certamen tarragoní. Tanmateix, els diables vermells van encarar Santa Úrsula amb grans pretensions, enfrontant-se novament a dos colossos i no rebaixant gens la seva ambició amb l'atac al 3 de 10 amb folre i manilles i el 2 de 8 sense folre, encara que fou sense èxit.

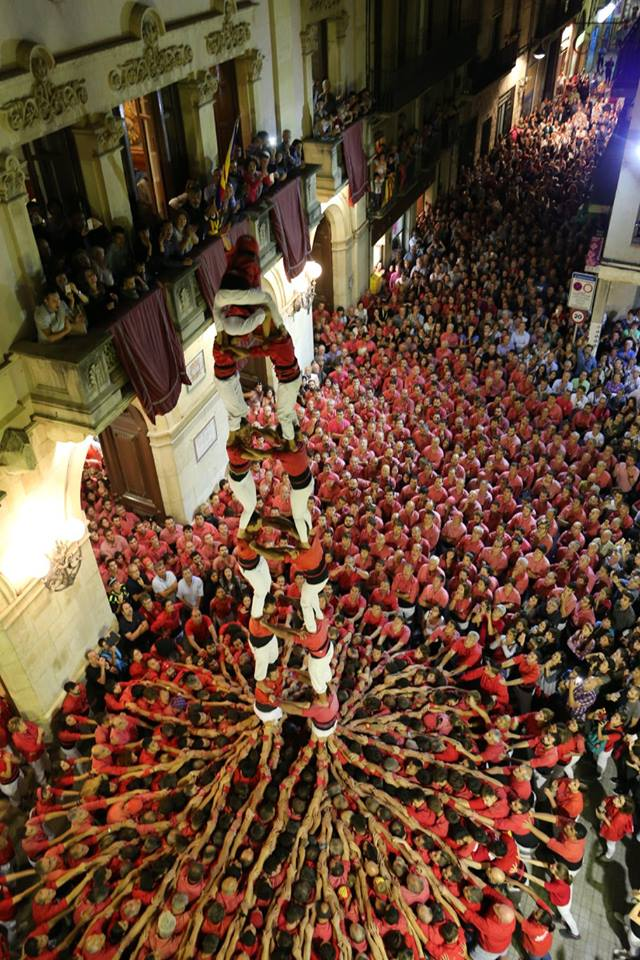
Primer 2 de 8 sense folre descarregat per la CJXV i tanmateix completat mai a la vila de Valls, 10-IX-2017.

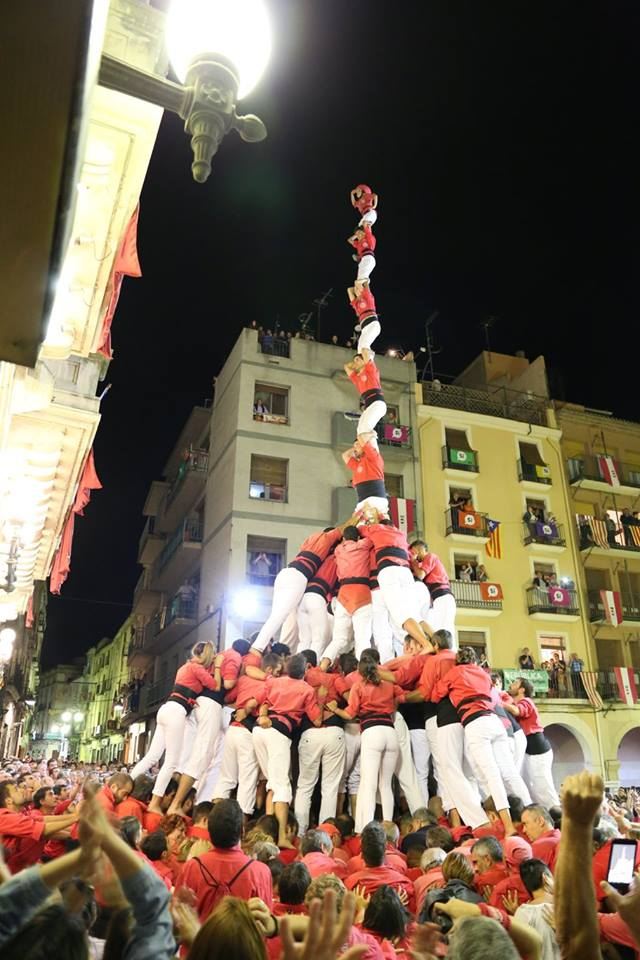
Primer pilar de 8 amb folre i manilles descarregat per la CJXV, 10-IX-2017.

Ara bé, l'any 2017 va mostrar en xifres la millor temporada de la història de la Joves fins llavors gràcies a la feina feta als anys previs i a l'enfortiment de la filosofia del passet a passet que re-emprà el nou cap de colla, Francesc X. Ramon. Per començar, al tram inicial es va aconseguir fer ràpidament el pilar de 6 i es normalitzà a les places, un castell que l'agrupació vallenca no feia des del 2015 i que mai havia pogut exhibir amb regularitat ni amb una alta taxa de descàrregues. Amb aquesta base, destacaria la ràpida evolució que presentarien els espadats de mèrit de la colla durant tot l'any, amb una progressió ascendent i exemplar des dels sis als vuit pisos i una alineació pilanera amb una de les mitjanes d'edat més baixes de tot el Món Casteller. Ja a principis d'estiu, amb la Diada del Quadre de Santa Rosalia (16 de juliol, Torredembarra) els vermells van tastar innovadors èxits en descarregar per primer cop a la seva història el 3 de 8 amb pilar (una construcció que havien carregat en dues ocasions durant el 2008 i 2009) i van recuperar el pilar de 7 amb folre, que no podien assolir des de la temporada 2014. Durant el mes d'agost, la colla agafaria un ritme notable. A la Diada de la Bisbal del Penedès descarregava el 3 de 9 amb folre, el 4 de 9 amb folre i el 3 de 8 amb pilar, a més de culminar l'actuació amb la recuperació del pilar de 8 amb folre i manilles, carregant-lo per primer cop des del 2014 i sent l'únic que va veure la plaça aquell dia tot i la presència de rosats i verds. A Igualada la colla culminaria el primer gamma extra vist per la ciutat en forma de 2 de 9 amb folre i manilles coronat, sent aquest un dels gammes extres més llunyans fets per la Joves respecte a Valls. A la Diada de Sant Fèlix aconseguiria carregar el 2 de 8 sense folre a primera ronda, descarregar el 3 de 9 amb folre i el 2 de 9 amb folre i manilles i carregar novament el pilar de 8 amb folre i manilles. Durant el segon tram de la temporada 2017, es van veure assolits els esforços oferts pels diables vermells durant tant i tant de temps consecutiu. Amb l'actuació del vespre previ a la Diada Nacional descarregaren per primer cop a la història de la colla el 2 de 8 sense folre i el pilar de 8 amb folre i manilles, acompanyats pel 3 de 8 amb el pilar i el 3 de 9 amb folre, una de les millors exhibicions que havien realitzat mai els vallencs. Aquests èxits van acabar amb dos mites èpics per a la colla; el rei dels pilars, que intentaven descarregar infructuosament des del 2013, i la bèstia indomable, que portaven enfrontant puntualment des del 1987. Tanmateix, el 2 de 8 sense folre (descarregat) i el 3 de 8 amb el pilar d'aquella diada eren els primers que veia la Plaça del Blat de Valls a la seva trajectòria, sent el cas del dos de 8 sense folre el castell més difícil realitzat a Valls fins llavors. El 15 d'octubre els vallencs seguirien el ritme gràcies a la Diada de Santa Teresa, on saldarien un deute històric amb el Vendrell en descarregar novament el 2 de 8 sense folre (que ja havien carregat a la plaça l'any 2014), sent aquest el castell més difícil vist mai a la vila. A la Iª edició dels Premis Finets de l'Any que atorgà el canal TAC12 i el programa televisiu de caràcter casteller Finet i pel mig l'èpica lluita que va protagonitzar la colla amb aquella torre del Vendrell va implicar que tal moment-construcció fos anomenat Castell de l'Any 2017. Per rematar la temporada, la Joves encarava la Diada de Santa Úrsula amb pretensions de fer novament història, però l'actuació es va tòrcer; a primera ronda el 2 de 8 sense folre va quedar en intent i es va compensar amb el 3 de 9 amb folre, a segona ronda va fer dos intents desmuntats de 3 de 9 amb folre i pilar (els primers que intentava la colla al seu currículum i que havia vist la Plaça del Blat en 9 anys), en tercera ronda va carregar meritòriament el 2 de 8 sense folre quan ja semblava descarregat i finalment el pilar de 8 amb folre i manilles quedà en intent. Tanmateix, tot i viure tal entrebanc final, en culminar la temporada la Colla Joves deixava diversos mèrits i rècords tant anuals com històrics, a escala pròpia i del Món Casteller: Era la colla amb més 2 de 8 amb folre (14d), 3 de 8 amb pilar (7d i 1c) i pilars de mèrit (pd6: 12d i 1c + pd7f: 10d + pd8fm: 1d i 2c) assolits aquell any, es va convertir en la segona agrupació castellera en descarregar el 2 de 8 sense folre a la Història dels Castells, va erigir-se com l'única colla del Món Casteller que portava trenta anys consecutius fent castells de nou pisos fins a la data, celebrà l'assoliment de més de cent cinquanta 3 de 9 amb folre (gesta tan sols superada pels minyons, els rosats i els verds), va signar els seus primers enfrontaments amb el 3 de 9 amb folre i pilar a la seva trajectòria, aspirà a portar dos pilars de 6 simultanis a plaça per Vila-rodona (un fet sols dut a terme per verds, minyons i rosats), la Joves va esdevenir notòriament premiada als grans actes socials de caràcter casteller que tocaven la temporada 2017 (a la Iª edició dels Premis Finets de l'Any va quedar com a Colla Amb Millor Progressió i amb El Castell de l'Any, i a la XIIª edició de La Nit dels Castells va ser guardonada amb el Premi Social i el Moment Casteller de l'Any), fou capaç tant de plantejar-se com preparar el colossal 2 de 9 amb folre sense manilles per primera vegada al seu llarg historial i en un únic any va aconseguir efectuar més 2 de 8 sense folre i pràcticament més pilars de mèrits globalment que en tota la seva història moderna (acabant així en una sola temporada amb dues de les grans assignatures pendents dels de la camisa vermella). Així que, en conjunt, la colla havia fet un any d'èxits i consolidació pròpia d'alt valor, pretenent continuar amb el seu recorregut dins del Món Casteller en una cursa ascendent i fructífera.

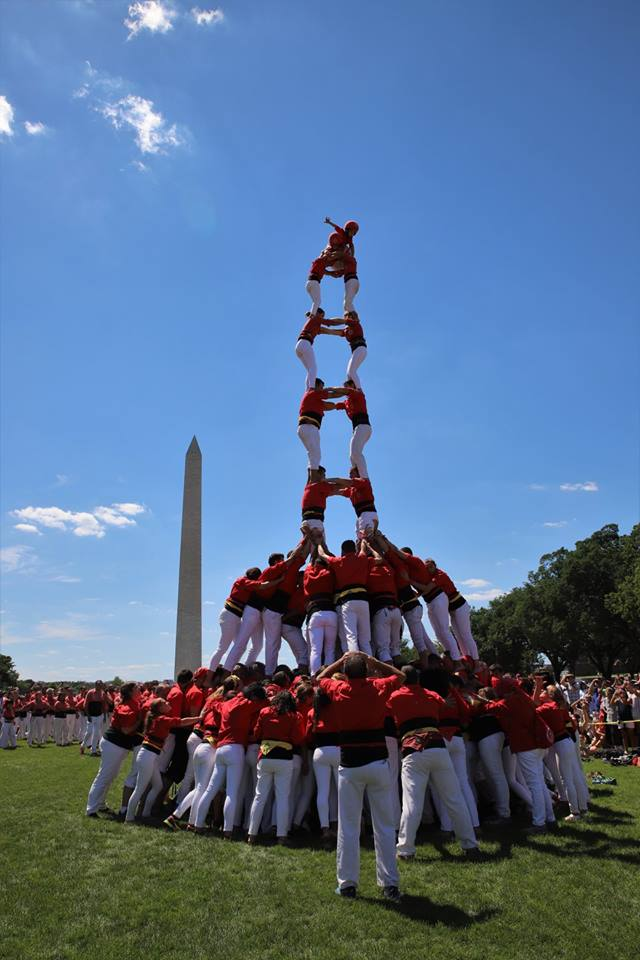
Primer castell folrat fet mai al continent americà (2d8fc), per la CJXV a Washington D.C. (E.U.A.), 9-VI-2018

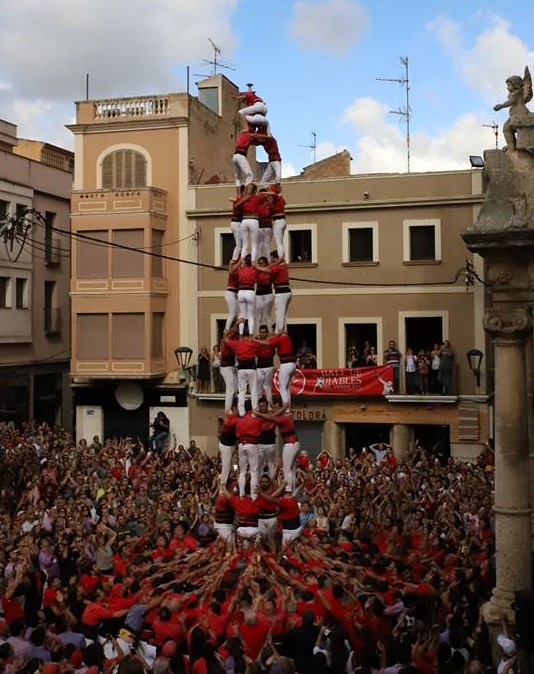
4 de 9 sense folre descarregat per la CJXV al Vendrell durant la Diada de Santa Teresa, 14-X-2018

La Colla Joves es va poder autosuperar de nou amb la temporada 2018, assumint altra vegada el millor any de la seva llarga història i deixant diverses fites pel camí. Sent any de concurs, la Joves va començar els assajos molt aviat, treballant al local des del mes de febrer i continuant amb la dinàmica ascendent del passet a passet de l'equip de Francesc Ramón. Com a resultat, l'agrupació va anar plantant amb gran facilitat castells de la gamma de vuit ja durant els mesos d'abril i maig, avançant dates amb construccions com el pilar de 6 (Perafort, 22-IV-2018), el 2 de 8 amb folre (Valls, 12-V-2018) o el 3 de 8 amb pilar (carregat al Milà, 20-V-2018). El mes de juny donava el tret inicial a la temporada regular, i la Joves l'encarava magníficament; a Vila-seca feia el 3 de 8 amb pilar descarregat més matiner de la Història Castellera, i a Cornellà avançava del pilar de 7 amb folre (2 i 3-V-2018). A la diada vallenca d'El Pati es va materialitzar la feina feta ajuntant-hi el 3 de 9 amb folre i el 5 de 8, sent aquest el millor resultat mai assolit per la colla en aquestes dates. Per Sant Joan l'agrupació arribà amb força, coronant-hi el 2 de 8 sense folre més matiner fet mai a la Història dels castells. Amb aquests registres, la Joves pretenia millorar els seus números típicament fluixos al mes de juliol vermell, aconseguint regularitzar la gamma de vuit i mig i de nou a plaça. A més, va destacar l'estada a Washington D.C., el primer viatge transoceànic dels vallencs. Allà la colla va oferir una àmplia gamma constructiva i grans fites com el primer castell folrat fer per una colla al continent americà (2 de 8 amb folre carregat) o dos 3 de 8, juntament amb diverses xerrades per fomentar el fet casteller internacionalment al festival cultural més gran del món; Smithsonian Folklife Festival. Al mes d'agost la colla agafava embranzida. En primer lloc, descarregant el 2 de 8 sense folre a Firagost i a la Bisbal, i en aquesta darrera plaça fins i tot va provar el 5 de 9 amb folre més matiner realitzat pels diables vermells. L'agrupació va continuar regularitzant la gamma de nou fins a aconseguir la tripleta màgica a la ciutat d'Igualada (26-VIII-2018), una actuació que no havia assolit encara des de la temporada 2016. I finalment, els esforços previs es van assolir per la Diada de Sant Fèlix, on la Joves va erigir el 2 de 8 sense folre, el 5 de 9 amb folre carregat, el 3 de 9 amb folre i un pilar de 6 d'alineació completament nova, sent una de les millors diades de tot el currículum vermell. I amb el cas concret de la torre desfolrada (l'única descarregada aquell dia, encara que totes les agrupacions la van provar) la colla aconseguia igualar el castell més complicat descarregat a la localitat de Vilafranca del Penedès. El segon tram de la temporada 2018 semblava, doncs, que seria potent, apuntant cap a màxims. Al setembre la colla es va centrar a consolidar la feina feta, enfortint així la gamma de nou i fent assajos contundents per encarar-se al concurs tarragoní. Ara bé, el començament d'octubre fou dur. Tot i haver preparat la tripleta neta, la Joves no la va poder completar al XXVII Concurs de Castells de Tarragona, quedant-hi en cinquena posició. Això sí, cal destacar com la colla va aconseguir coronar el 2 de 8 sense folre, sent aquest el castell més complicat al que han fet mai l'aleta al Concurs tarragoní. Amb deures pendents, l'agrupació es va preparar per Santa Teresa i una Santa Úrsula. Al Vendrell els diables vermells finalment van recuperar el 4 de 9 sense folre (14-X-2018), descarregant-lo per primer cop des de la temporada 2013, i foren capaços d'ajuntar-lo amb èxit per primera vegada a la seva història amb un 2 de 8 sense folre carregat. Era una gran passa més cap a la somiada tripleta neta, i ajudà a agafar molta força al conjunt vallenc. I així arribà la Diada de Santa Úrsula, on la Colla Joves va apostar-ho tot; a primera ronda esclatava amb un 4 de 9 sense folre descarregat, a segona coronava el 2 de 8 sense folre, a tercera feia un intent desmuntat i un intent de 3 de 9 sense folre i acabava amb un pilar de 6. Malgrat no completar tot allò que es proposava la colla, recuperava la victòria per Santa Úrsula (un fet que no passava des de la temporada 2014), tornava a fer l'aleta a dos gegants desfolrats set dies després del Vendrell i era el primeríssim cop a la Història que es duia a plaça la gran tripleta neta. Així que, tot plegat, es tancava un nou any d'autosuperació i de rècords. Era la colla amb més 2 de 8 amb folre (12d+1c), 5 de 8 (12), 3 de 8 amb pilar (1d+2c) i 2 de 8 sense folre (3d+4c) de la temporada, celebrava superar els més de cent cinquanta 5 de 8, assolia el rècord anual de la colla tant de pilars de 6 com de castells de nou (pd6: 12d+3c i 22 castells de 9), va ajuntar dos colossals castells desfolrats per primer cop al seu historial, dugué per primera vegada al Món Casteller la tripleta neta a plaça, inclogué la primera castellera a terços de castells de vuit al seu llarg historial (Júlia Montserrat) i el 2 de 8 sense folre vermell d'aquella temporada va polvoritzar marques històriques (rècord de fets en un any per una colla, nou màxim castell de múltiples places i el darrer fou el gamma extra número 1.000 de la Història Castellera Contemporània). En definitiva, els diables vermells continuaven creixent, i encaraven un futur amb grans expectatives mitjançant les premisses seguides per tal d'arribar a aconseguir nous horitzons castellers i continuar autosuperant-se.

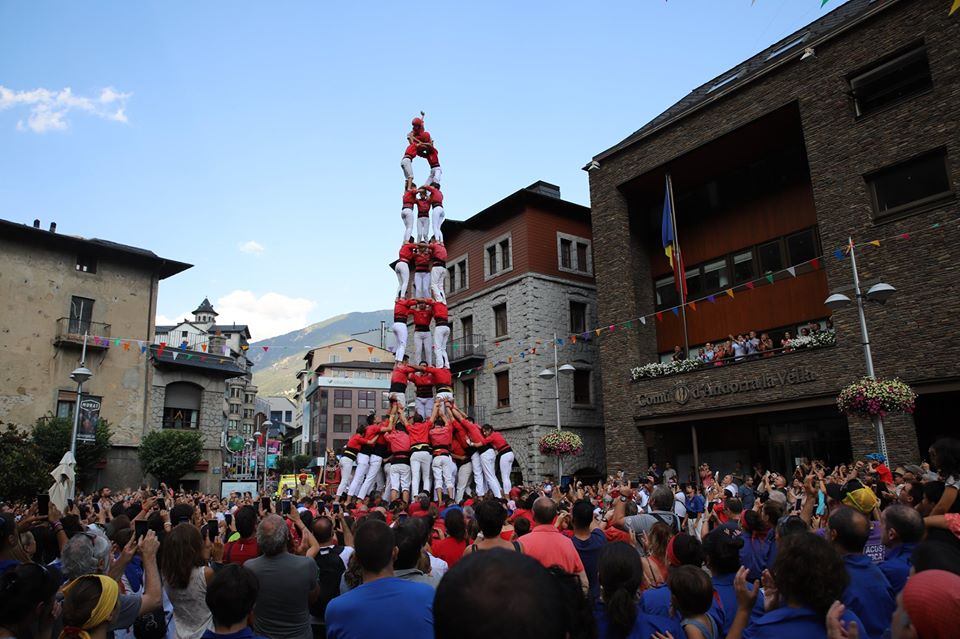
Primer castell de 9 pisos (3 de 9 amb folre) provat i descarregat mai al principat d'Andorra, per part de la Joves de Valls a Andorra la Vella, 3-X-2019.

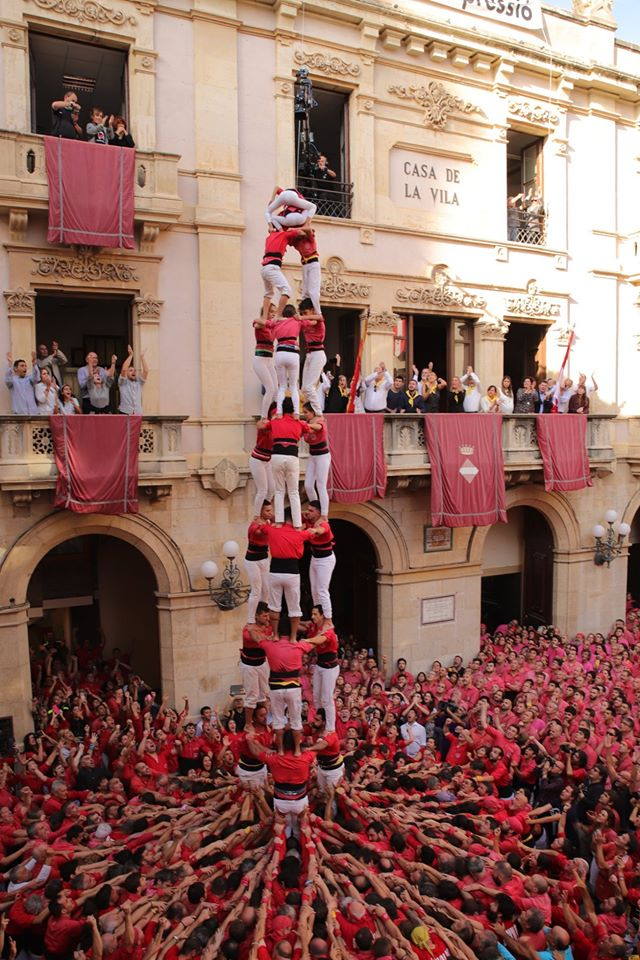
Primer 3 de 9 sense folre carregat per la CJXV des del durant Santa Úrsula, 27-X-2019. Aquesta jornada èpica serà recordada pel duel d'aconseguir tal estructura, sent La Santa Úrsula dels dos 3d9sf coronats.

L'any 2019 fou tot un repte d'encarar, amb expectatives altes, ja que l'agrupació havia assaborit nombrosos èxits durant les temporades anteriors. I finalment, tot i no tindre un ritme tant constant ni vertiginós, el còmput global fou el d'una de les millors temporades vigents als registres dels diables vermells. La Joves va avançar nombroses construccions de vuit i mig i de nou durant els mesos de maig i principis de juny, ampliant el ventall constructiu bàsic ben aviat i de manera notable; pd6 (Valls, 4-V-2019), 2d8f i 3d8p (Vila-seca, 1-VI-2019) o 3d9fc i pd7f (Barcelona, 8-VI-2019), entre altres exemples. Els mesos de juny i juliol van plasmar la feina feta, amb notables èxits com els primers 4d8p i 3d8p ajuntats en una mateixa actuació a la Història de la colla (Terrassa, 30-VI-2019), les set aletes de 3d9f aconseguides fins a acabar el juliol -tot un rècord per a la Joves en tal moment de l'any-, la incorporació de més castells com el 5d8 (Torredembarra, 14-VII-2019) o el primer vano de sis complert a l'historial vermell (La Riera de Gaià, 20-VII-2019). A l'agost, l'agrupació va emfatitzar encara més el treball amb els castells de nou folrats, però també assajant amb força al local les manilles i els castells desfolrats, de manera que la colla va aconseguir importants èxits. El dia 3 d'agost, la Colla Joves va ser capaç de dur el 3 de 9 amb folre, el 2 de 8 amb folre i el 4 de 8 a Andorra la Vella, una actuació de gran rellevància que suposava la més gran vista mai en territori andorrà. A més, el 3d9f era el primer castell de nou pisos de la Història fet a Andorra i el més llunyà que havia executat l'agrupació vermella respecte a Valls, i el 2d8f era el primer que es descarregava allà. La màxima fita feta al principat era un 2d8f carregat el 1986 per la mateixa Joves de Valls, trencant-se així l'aïllacionisme de grans construccions que fins llavors havia patit Andorra. Per Firagost, la Joves també descarregava el 4 de 9 amb folre, castell que se'ls resistia especialment durant aquella temporada, completant així una modalitat de tripleta que no havien aconseguit des del 2017. El dia 15, a La Bisbal, els diables vermells van assolir la primera tripleta màgica de l'any, continuant així el ritme de la constància. I per culminar l'agost, el dia 25 la Joves va descarregar el pilar de 8 amb folre i manilles a Igualada, recuperant la modalitat emmanillada, aspecte que no completaven des de l'any 2017. Aquell pilar també suposava un gran salt qualitatiu per a la ciutat, perquè era el primer gamma extra que s'hi descarregava. I finalment, per Sant Fèlix l'agrupació va apostar fort en una jornada on descarregà novament el 2 de 8 sense folre i encarà el primer assalt de 3 de 9 sense folre mai vist en aquesta diada, tot i que va cabar en intent. Com a resultat de la caiguda desfolrada patida a Vilafranca, la colla va veure condicionat el seu rendiment durant el setembre, però continuà amb la línia dels assajos tant emmanillats com desfolrats i guardava forces per a l'octubre, així doncs, la segona quinzena d'octubre va ser exitosa. Per Santa Teresa els vallencs van descarregar el 3 de 9 amb folre, el 2 de 8 sense folre, el 4 de 8 amb el pilar i el pilar de 8 amb folre i manilles, protagonitzant així una de les millors diades de la colla amb un nou cop d'impacte a la Plaça Vella del Vendrell. Ajuntar un castell desfolrat i un emmanillat era dels grans objectius de la temporada vermella. Per rematar l'any la Joves va donar-ho tot en una Santa Úrsula èpica, on destacà per la seva persistència i rivalitat a peu de plaça; obrí el dia oferint el primer 2 de 8 sense folre descarregat mai en una Santa Úrsula, posant un peu a l'accelerador de la jornada. A segona ronda afrontà el 3 de 9 sense folre, però l'hagué de desmuntar i completà la ronda vallenca descarregant el 4 de 9 amb folre, tot plegat aprenent rere l'experiència viscuda al darrer Sant Fèlix. A la següent ronda insistí en el tres desfolrat, començant amb un dur intent. Magrat això, amb els ànims encesos per la fricció vallenca i sent conscient de la dura feina que arrossegava a l'esquena, la colla no desistí i fou capaç de dibuixar l'aleta al 3 de 9 sense folre. Dinou anys després de la primera prova moderna vista al Món Casteller, la qual encapçalà la mateixa Colla Joves, per fi es veia materialitzat un dels majors somnis de l'agrupació, posant la cirereta a una temporada que serà recordada a la historiografia castellera i especialment al Carrer d'En Gassó. Per rematar el dia, el col·lectiu descarregà el pilar de 7 amb folre rere desmuntar un peu de pilar de 8 emmanillat, exhibint com a resultat global la millor actuació de la Història de la Colla Joves Xiquets de Valls feta fins en aquell moment. Les sensacions viscudes en aquella diada han quedat recollides a la pel·lícula-documental Fins al final: La muntanya russa de la Colla Joves.

## Les millors actuacions de la colla
- Les xifres utilitzades es basen en la Taula de Puntuacions del XXVII Concurs de Castells de Tarragona (2022), juntament amb dades de la web Portal Casteller.*[23]

| Nº | DIADA                   | DATA       | ACTUACIÓ                                  | PUNTUACIÓ |
| -- | ----------------------- | ---------- | ----------------------------------------- | --------- |
| 1  | Santa Úrsula            | 22/10/2023 | 4d9sf, id3d10fm, 2d8c, 5d9f, p8fm         | 8360      |
| 2  | XXVIII Concurs Castells | 02/10/2022 | 4d9sf, i2d8sf, 2d8sfc, 5d9fc              | 8050      |
| 3  | Santa Úrsula            | 27/10/2019 | 2d8sf, id3d9sf, 4d9f, i3d9sf, 3d9sfc, p7f | 8010      |
| 4  | Santa Úrsula            | 27/10/2013 | 5d9f, 4d9sf, i9d8m, ip8fmc, p8fmc         | 7520      |
| 5  | Sant Fèlix              | 30/08/2023 | 3d9f, 4d9sf, 5d9fc, p8fm                  | 7495      |
| 6  | Santa Teresa            | 14/10/2018 | 3d9f, 4d9sf, 2d8sfc, p6                   | 7490      |
| 7  | Sant Fèlix              | 30/8/2016  | 2d9fm, 4d9sfc, 5d9f, p5                   | 7190      |
| 8  | Vigília de D. Nacional  | 10/9/2017  | 3d9f, 2d8sf, 4d8p, p8fm                   | 7040      |
| 9  | Santa Teresa            | 13/10/2019 | 3d9f, 2d8sf, 4d8p, pd8fm                  | 7040      |
| 10 | Sant Fèlix              | 30/08/2014 | 3d9f, 5d9f, 4d9sfc, pd8fmc                | 7005      |
| 11 | Santa Úrsula            | 21/10/2012 | 5d9f, 9d8, 4d9sfc, pd5                    | 6995      |
| 12 | Sant Fèlix              | 30/08/2018 | 2d8sf, 5d9fc, 3d9f, p6                    | 6920      |
| 13 | Santa Úrsula            | 23/10/2022 | 4d9sf, i2d8, 3d9f, 5d9fc, p5              | 6815      |
| 14 | Sant Fèlix              | 30/08/2017 | 2d8sfc, 3d9f, 2d9fm, p8fmc                | 6800      |
| 15 | Santa Úrsula            | 21/10/2018 | 4d9sf, 2d8sfc, id3d9sf, i3d9sf, pd6       | 6625      |
| 16 | Santa Úrsula            | 26/10/2014 | 5d9f, 4d9sfc, i2d8, 3d9f, p5              | 6610      |
| 17 | Sant Fèlix              | 30/08/2001 | 2d9fmc, 3d9f, 4d9sf, 3p5, p5c             | 6560      |
| 18 | Altafulla               | 16/09/2023 | 3d9f, 2d8sfc, 5d8, p8fm                   | 6505      |
| 19 | Firagost                | 01/08/2018 | 3d9f, 2d8sf, 4d9fc, p5                    | 6100      |
| 20 | XXIV Concurs            | 7/10/2012  | 3d9f, 5d9f, 9d8, p5                       | 5845      |

| Nº | DIADA                      | DATA       | ACTUACIÓ                                  | PUNTUACIÓ |
| -- | -------------------------- | ---------- | ----------------------------------------- | --------- |
| 1  | Santa Úrsula               | 22/10/2023 | 4d9sf, id3d10fm, 2d8sfc, 5d9f, p8fm, 2p5  | 10570     |
| 2  | Sant Fèlix                 | 30/08/2023 | 3d9f, 4d9sf, 5d9fc, p8fm                  | 9025      |
| 3  | Santa Úrsula               | 27/10/2019 | 2d8sf, id3d9sf, 4d9f, i3d9sf, 3d9sfc, p7f | 8970      |
| 4  | Sant Fèlix                 | 30/08/2014 | 3d9f, 5d9f, 4d9sfc, p8fm                  | 8535      |
| 5  | Sant Fèlix                 | 30/08/2017 | 2d8sfc, 3d9f, 2d9fm, p8fmc, p5            | 8330      |
| 6  | Santa Teresa               | 14/10/2018 | 3d9f, 4d9sf, 2d8sfc, p6                   | 8155      |
| 7  | Vigília de D. Nacional     | 10/9/2017  | 2d8sf, 3d9f, 3d8p, p8fm, p5               | 8150      |
| 8  | Santa Teresa               | 13/10/2019 | 3d9f, 2d8sf, 4d8p, pd8fm, p5              | 8100      |
| 9  | XXVIII Concurs de Castells | 02/10/2022 | 4d9sf, i2d8sf, 2d8sfc, 5d9fc              | 8050      |
| 10 | Sant Fèlix                 | 30/08/2018 | 2d8sf, 5d9fc, 3d9f, pd6                   | 7585      |
| 11 | Santa Úrsula               | 27/10/2013 | 5d9f, 4d9sf, i9d8, ip8fm, p8fmc, p5       | 7520      |
| 12 | Altafulla                  | 16/09/2023 | 3d9f, 2d8sfc, 5d8, p8fm, p5               | 7515      |
| 13 | Sant Fèlix                 | 30/8/2016  | 2d9fm, 4d9sf, 5d9f, p5                    | 7400      |
| 14 | Santa Úrsula               | 21/10/2012 | 5d9f, 9d8, 4d9sfc, p5                     | 7205      |
| 15 | Santa Úrsula               | 23/10/2022 | 4d9sf, i2d8sf, 3d9f, 5d9fc, p5            | 7025      |
| 16 | Sant Fèlix                 | 30/08/2022 | 3d9f, 5d9fc, id4d9sf, 4d9sf, p8fmc        | 7005      |
| 17 | Santa Teresa               | 15/10/2017 | 2d8sf, id2d9fm, 3d9f, 3d8pc, p7f, p5      | 6795      |
| 18 | Sant Fèlix                 | 30/08/2001 | 2d9fmc, 3d9f, 4d9sf, 3xp5, p5c            | 6770      |
| 19 | Santa Úrsula               | 21/10/2018 | 4d9sf, 2d8sfc, id3d9sf, i3d9sf, p6, p5    | 6625      |
| 20 | Santa Úrsula               | 26/10/2014 | 5d9f, 4d9sfc, i2d8sf, 3d9f, p5            | 6610      |

## Participació en concursos de castells

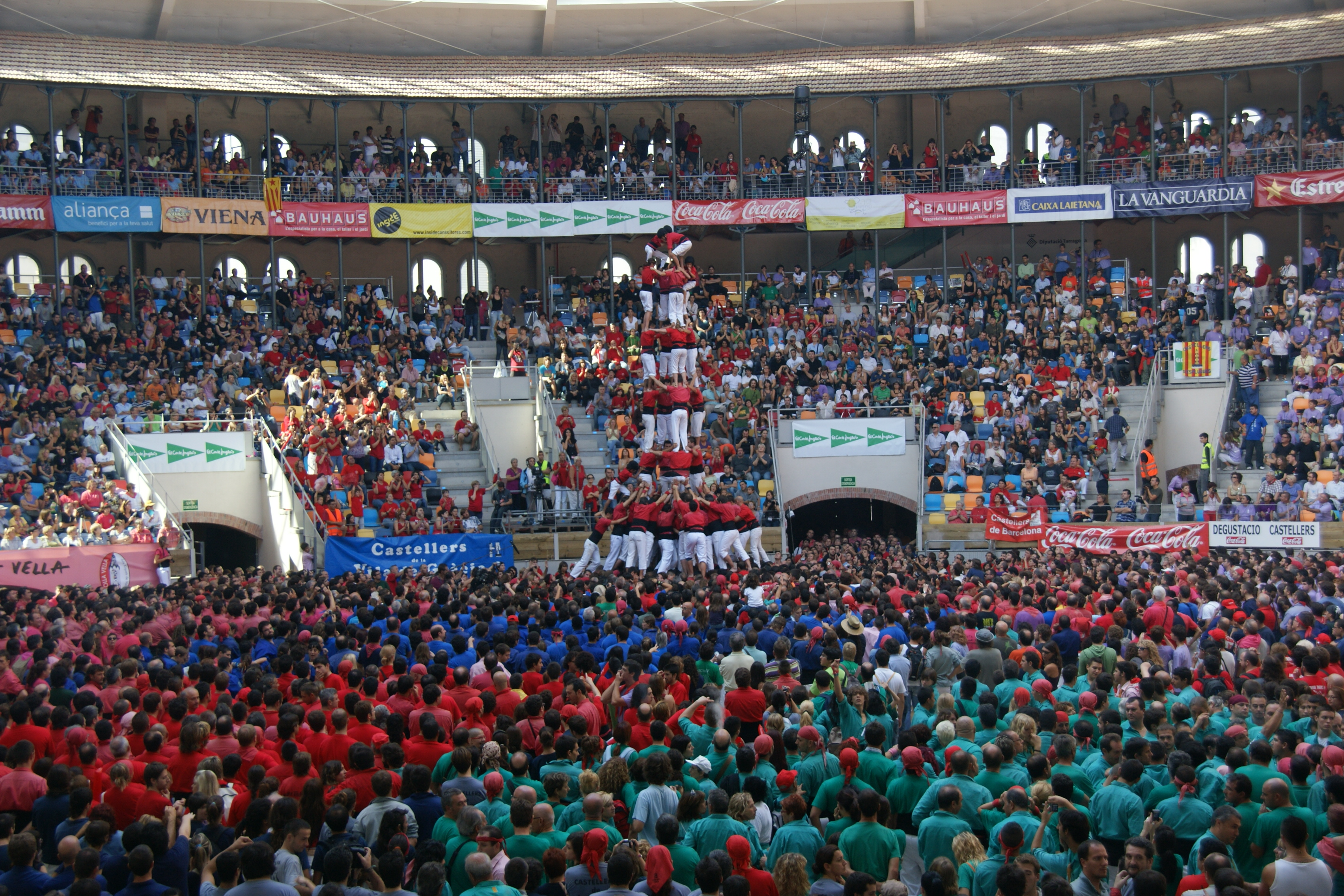
Colla Joves al XXIII Concurs de Castells de Tarragona (2010), assolint la 2ª posició amb; 3d9f, 4d9f (en imatge) i 5d9fc.

La Colla Joves Xiquets de Valls (amb aquest o d'altres noms) ha participat a gairebé tots els concursos de castells que s'han dut a terme, i ha aconseguit la victòria als següents:
- II Concurs de castells de Tarragona, 1933.
- Concurs de Xiquets, Vilafranca del Penedès, 1935.
- Concurs de castells de Reus, 1948.
- III Concurs de castells de Tarragona, 1952 (ex aequo amb els Nens del Vendrell).
- VIII Concurs de castells de Tarragona, 1980.
- XII Concurs de castells de Tarragona, 1988.
- XIII Concurs de castells de Tarragona, 1990.
- XIV Concurs de castells de Tarragona, 1992.

Les colles vallenques estant unificades com a Xiquets de Valls (La Barreja) al període 1939-1946/1947 guanyaren:
- Concurs de castells de Valls, 1941 (ex aequo amb els Nens del Vendrell).
- Concurs de castells del Vendrell, 1945.

Respecte a la participació de la Colla Joves a l'històric Concurs de Castells de Tarragona cal fer-ne una citació especial, ja que hi ha participat a quasi tots, representa una diada de notòria importancia per a la trajectòria de l'agrupació i avui dia encara segueix sent una data summament rellevant al calendari dels vallencs. Al total de les 29 edicions realitzades del concurs tarragoní entre 1932-2022 (vegeu tots els concursos a Llista de concursos de castells de Tarragona) els diables vermells han arribat a assolir 19 podis durant la seva llarga història; 6 primers llocs, 7 segons llocs i 6 tercers llocs:
| EDICIÓ   | 1a                                                                                                  | 2a                                                                                                  | 3a                                                                                                  | Altres                                                                                              | Construccions (D i C en negreta)                                                                    |
| -------- | --------------------------------------------------------------------------------------------------- | --------------------------------------------------------------------------------------------------- | --------------------------------------------------------------------------------------------------- | --------------------------------------------------------------------------------------------------- | --------------------------------------------------------------------------------------------------- |
| 1932     | | X                                                                                                   | | | 3d7, 3d7ps, 2d7c, 5d7, i4d8, i4d8, pd5                                                              |
| 1933     | X                                                                                                   | | | | 5d7, 4d8, 2d7, 3d7ps, 4d7p                                                                          |
| 1952     | X                                                                                                   | | | | 4d8, 2d7, 3d7ps, i3d8, i3d8                                                                         |
| 1954     | no participà                                                                                        | no participà                                                                                        | no participà                                                                                        | no participà                                                                                        | no participà                                                                                        |
| 1956     | | X                                                                                                   | | | 4d8c, 3d7ps, 4d7p, i3d8, i2d7                                                                       |
| 1970     | no participà (en reorganització)                                                                    | no participà (en reorganització)                                                                    | no participà (en reorganització)                                                                    | no participà (en reorganització)                                                                    | no participà (en reorganització)                                                                    |
| 1972     | | | X                                                                                                   | | 5d7, 4d8c, 4d7p, i2d7, i2d7, 2d7c                                                                   |
| 1980     | X                                                                                                   | | | | 4d8, 3d8, i5d8, i5d8, 5d8c                                                                          |
| 1982     | | | | 20a.                                                                                                | i5d8, i5d8, 4d8, i4d8p                                                                              |
| 1984     | | | | 4a.                                                                                                 | i5d8, 4d8c, 2d8fc, i4d8p, 5d7                                                                       |
| 1986     | | X                                                                                                   | | | 2d8fc, 4d8, 3d8, 4d9fc, i5d8                                                                        |
| 1988     | X                                                                                                   | | | | 3d9fc, 2d8f, 4d9fc                                                                                  |
| 1990     | X                                                                                                   | | | | 3d9f, i4d9f, 2d8f, 4d8, 4d9fc                                                                       |
| 1992     | X                                                                                                   | | | | 3d9f, 4d9f, 5d8                                                                                     |
| 1994     | | | X                                                                                                   | | 3d9f, 4d9fc, 5d8, i2d9fm                                                                            |
| 1996     | | | X                                                                                                   | | i3d9f, i3d9f, 3d8, 4d9f, i2d8sf, 2d8f                                                               |
| 1998     | | | | 4a.                                                                                                 | i4d9sf, 4d9f, 3d9f, i4d9sf, 2d8f                                                                    |
| 2000     | | X                                                                                                   | | | 4d9sfc, 3d9f, i5d9f, i5d9f, 2d8f                                                                    |
| 2002     | | | | 4a.                                                                                                 | i3d9f, 2d8f, 4d9f, i3d9f, 3d8                                                                       |
| 2004     | | | X                                                                                                   | | 3d9f, 4d9f, i2d9fm, id4d8p, 4d8pc                                                                   |
| 2006     | | | X                                                                                                   | | 3d9f, i5d9f, 4d9f, i5d9f                                                                            |
| 2008     | | | X                                                                                                   | | i5d9f, 3d9f, i2d8sf, 4d9fc, 5d8                                                                     |
| 2010     | | X                                                                                                   | | | 3d9f, 4d9f, 5d9fc                                                                                   |
| 2012     | | X                                                                                                   | | | 3d9f, 5d9f, 9d8                                                                                     |
| 2014     | | | | 7a.                                                                                                 | 5d9f, id4d9sf, id4d9sf, 3d9f, ipd8fm                                                                |
| 2016     | | | | 4a.                                                                                                 | 5d9f, i3d10fm, i2d9fm, 3d9f, 4d9f                                                                   |
| 2018     | | | | 5a.                                                                                                 | 2d8sfc, id4d9sf, id4d9sf, 3d9f, 4d9f                                                                |
| 2022     | | X                                                                                                   | | | 4d9sf, i2d8sf, 2d8sfc, 5d9fc                                                                        |
| 2024     | | | | 4a.                                                                                                 | pd8fm, 2d8sfc, i3d10fm, i3d10fm, 3d9f                                                               |
| TOTAL'   | 6                                                                                                   | 7                                                                                                   | 6                                                                                                   | 8                                                                                                   | -                                                                                                   |
| CASTELLS | 2d8sf (3c), 4d9sf (1d i 1c), 5d9f (3d i 2c), pd8fm (1d), 9d8 (1d), 3d9f (14d i 1c) i 4d9f (9d i 5c) | 2d8sf (3c), 4d9sf (1d i 1c), 5d9f (3d i 2c), pd8fm (1d), 9d8 (1d), 3d9f (14d i 1c) i 4d9f (9d i 5c) | 2d8sf (3c), 4d9sf (1d i 1c), 5d9f (3d i 2c), pd8fm (1d), 9d8 (1d), 3d9f (14d i 1c) i 4d9f (9d i 5c) | 2d8sf (3c), 4d9sf (1d i 1c), 5d9f (3d i 2c), pd8fm (1d), 9d8 (1d), 3d9f (14d i 1c) i 4d9f (9d i 5c) | 2d8sf (3c), 4d9sf (1d i 1c), 5d9f (3d i 2c), pd8fm (1d), 9d8 (1d), 3d9f (14d i 1c) i 4d9f (9d i 5c) |

## Castells en dades

### Taules de castells realitzats per la CJXV

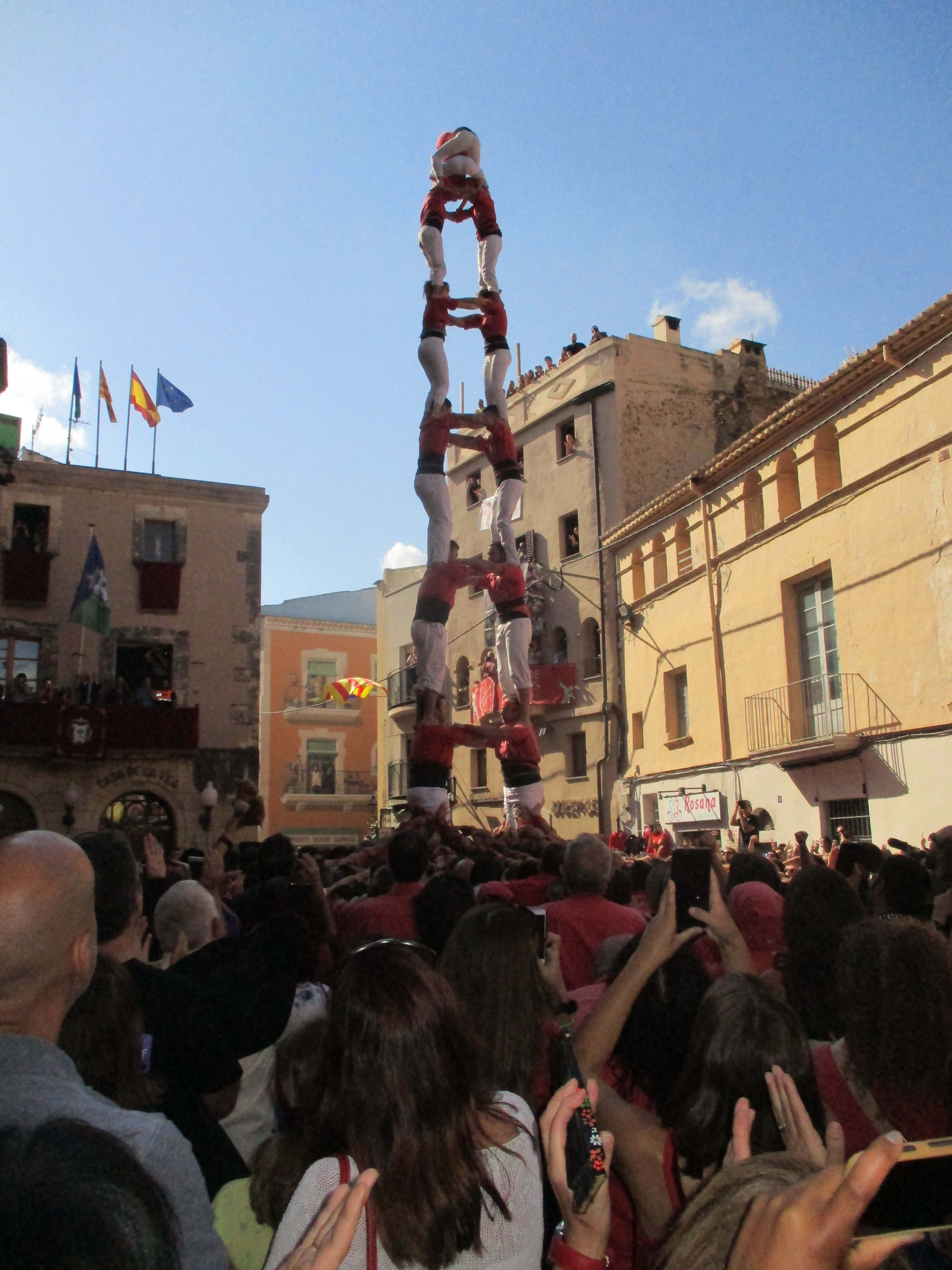
2 de 8 sense folre de la Colla Joves Xiquets de Valls per la Fira de Santa Teresa del Vendrell al 2017. Fou nomenat Castell de l'Any per la seva èpica defensa a la 1a edició dels Premis Finets de l'Any.

- Les xifres emprades han sigut obtingudes de la Base de Dades de la CCCC-CJXT (1926-2023).*[24]

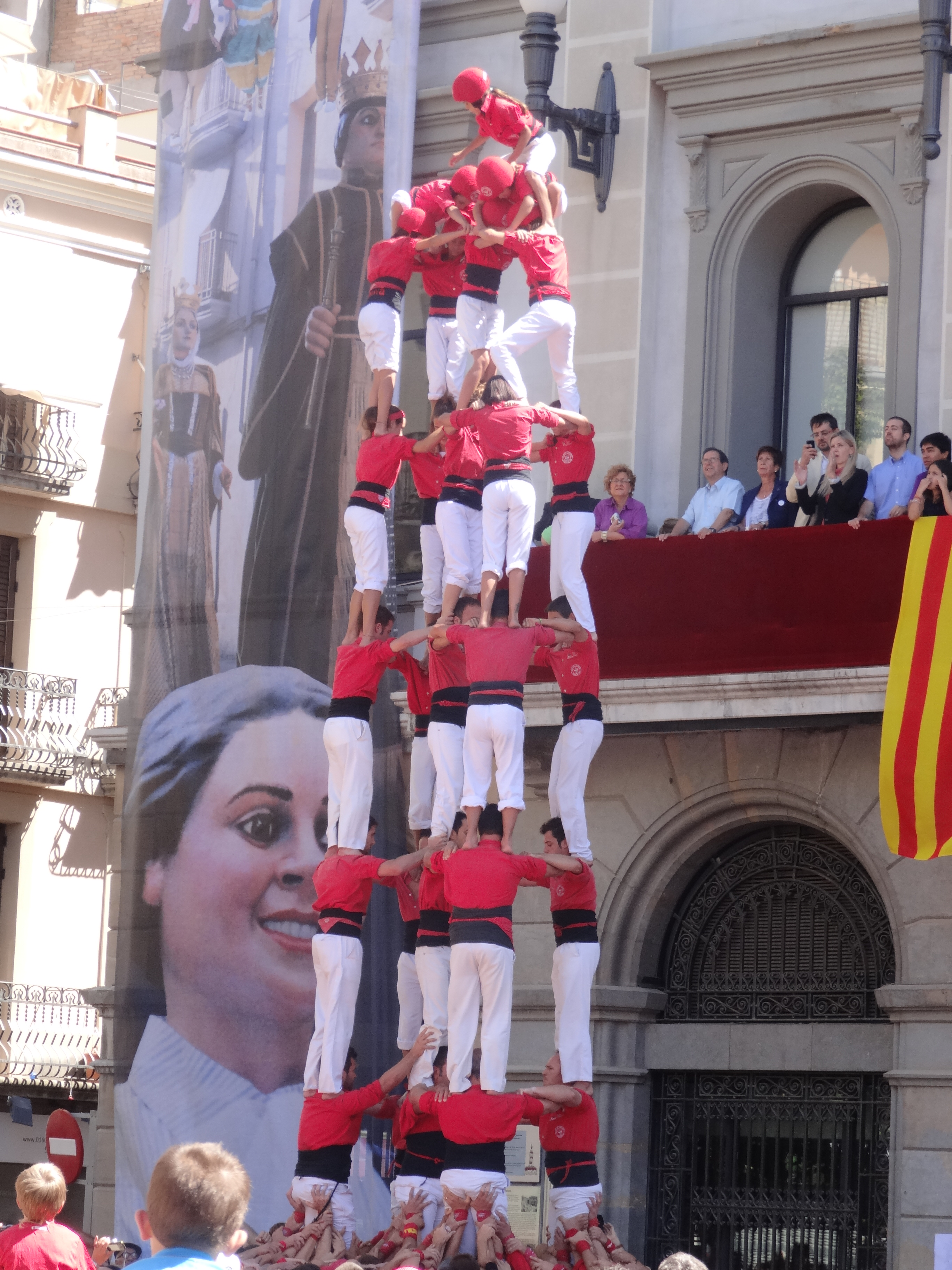
5 de 8 descarregat a Igualada durant la temporada 2013; el cinc és una de les estructures més freqüentades de la gamma de 8 i mig a la trajectòria de la Colla Joves des que el recuperaren el 1978 (c) i 1981 (d).

| Castells | D    | C   | I   | ID | D+C  |
| -------- | ---- | --- | --- | -- | ---- |
| 12d7     | 1    | 0   | 0   | 0  | 1    |
| 3d7ps    | 55   | 2   | 17  | 0  | 57   |
| 9d7      | 7    | 0   | 0   | 0  | 7    |
| 2d7      | 560  | 32  | 22  | 13 | 592  |
| 4d8      | 630  | 34  | 46  | 38 | 664  |
| pd6      | 64   | 17  | 17  | 4  | 81   |
| 3d8      | 496  | 40  | 31  | 23 | 536  |
| TOTAL    | 1813 | 125 | 133 | 78 | 1938 |

| Castells                | D                       | C                       | I                       | ID                      | D+C                     |
| ESPADATS DE 4 I 5 PISOS | ESPADATS DE 4 I 5 PISOS | ESPADATS DE 4 I 5 PISOS | ESPADATS DE 4 I 5 PISOS | ESPADATS DE 4 I 5 PISOS | ESPADATS DE 4 I 5 PISOS |
| ----------------------- | ----------------------- | ----------------------- | ----------------------- | ----------------------- | ----------------------- |
| pd4                     | 948                     | 3                       | 1                       | 0                       | 951                     |
| pd4ps                   | 16                      | 0                       | 0                       | 0                       | 16                      |
| pd4cam                  | 164                     | 0                       | 0                       | 0                       | 164                     |
| pd4n                    | 2                       | 0                       | 0                       | 0                       | 2                       |
| pd5                     | 2174                    | 32                      | 11                      | 3                       | 2206                    |
| pd5ps                   | 2                       | 0                       | 0                       | 0                       | 2                       |
| pd5cam                  | 21                      | 3                       | 0                       | 0                       | 24                      |
| TOTAL'                  | 3327                    | 38                      | 12                      | 3                       | 3365                    |
| ESPADATS DE MÈRIT       |                         |                         |                         |                         |                         |
| pd6                     | 64                      | 17                      | 17                      | 4                       | 81                      |
| pd7f                    | 38                      | 7                       | 3                       | 2                       | 45                      |
| pd8fm                   | 7                       | 5                       | 3                       | 1                       | 12                      |
| TOTAL'                  | 109                     | 29                      | 23                      | 7                       | 138                     |

| Castell          | D                | C                | I                | ID               | D+C              |
| GAMMA DE 8 I MIG | GAMMA DE 8 I MIG | GAMMA DE 8 I MIG | GAMMA DE 8 I MIG | GAMMA DE 8 I MIG | GAMMA DE 8 I MIG |
| ---------------- | ---------------- | ---------------- | ---------------- | ---------------- | ---------------- |
| 7d8              | 8                | 1                | 0                | 0                | 9                |
| 2d8f             | 261              | 26               | 16               | 12               | 287              |
| pd7f             | 38               | 7                | 3                | 2                | 45               |
| 5d8              | 194              | 17               | 27               | 15               | 211              |
| 4d8p             | 20               | 14               | 12               | 5                | 34               |
| 3d8p             | 17               | 5                | 0                | 0                | 13               |
| TOTAL            | 538              | 70               | 58               | 34               | 608              |
| GAMMA DE 9       |                  |                  |                  |                  |                  |
| 4d9f             | 97               | 24               | 22               | 32               | 121              |
| 3d9f             | 211              | 36               | 19               | 31               | 247              |
| TOTAL'           | 308              | 60               | 41               | 63               | 368              |

| Castells | D  | C  | I  | ID | D+C |
| -------- | -- | -- | -- | -- | --- |
| 9d8      | 2  | 0  | 2  | 0  | 2   |
| 2d9fm    | 7  | 7  | 9  | 8  | 14  |
| pd8fm    | 7  | 5  | 3  | 1  | 12  |
| 5d9f     | 12 | 11 | 10 | 3  | 23  |
| 3d9fp    | 0  | 0  | 0  | 2  | 0   |
| 3d10fm   | 0  | 0  | 4  | 1  | 0   |
| 4d9sf    | 9  | 11 | 7  | 7  | 20  |
| 2d8sf    | 8  | 12 | 17 | 3  | 20  |
| 3d9sf    | 0  | 1  | 6  | 3  | 1   |
| TOTAL'   | 45 | 47 | 58 | 28 | 92  |

### Gràfiques castelleres referents a l'activitat de la CJXV
· Progressió de la CJXV entre 1971-2019 per punts, segons les 5 millors actuacions de cada temporada (3 millors castells + Pilar). Puntuació de referència; Taula de puntuacions del XXVII Concurs de Castells de Tarragona (2018).
· Progressió de la CJXV entre 1971-2019 per punts, segons les 5 millors actuacions de cada temporada (3 millors castells). Puntuació de referència; Taula de puntuacions del XXVI Concurs de Castells de Tarragona (2018).
· Evolució del 5d9f (D+C) de la CJXV entre 1998-2019 (total; 18): 
· Evolució dels castells emmanillats (2d9fm i pd8fm D+C) de la CJXV entre 1994-2019 (total; 22):
· Evolució dels castells sense folre (2d8sf/3d9sf/4d9sf D+C) realitzats per la CJXV entre 1999-2019 (total; 33):
· Trajectòria dels pilars de mèrit (pd6/pd7f/pd8fm D+C) realitzats per la CJXV entre 1988-2019 (total; 112):
· Quantitat de 3d9f i 4d9f (D+C) fets per la CJXV anualment entre les temporades 1986-2019 (total; 329):

### Taula cronològica de fites de la CJXV
| ANY  | DATA        | DIADA                                                  | LLOC                 | FITA |
| ---- | ----------- | ------------------------------------------------------ | -------------------- | --- |
| 1971 | 2-febrer    | -                                                      | Valls                | 1ª Prova de pd5 i 1r pd5c+d. |
| 1971 | 2-febrer    | -                                                      | Valls                | 1ª Prova de 2d6 i 1r 2d6c+d. |
| 1971 | 2-febrer    | -                                                      | Valls                | 1ª Prova de 3d6 i 1r 3d6c+d. |
| 1971 | 2-febrer    | -                                                      | Valls                | 1ª Prova de 4d6 i 1r 4d6c+d. |
| 1971 | 4-abril     | El Pati                                                | Valls                | 1ª Prova de 3d7 i 1r 3d7c. |
| 1971 | 4-abril     | El Pati                                                | Valls                | 1ª Prova de 4d7 i 1r 4d7c+d. |
| 1971 | 24-juny     | Sant Joan                                              | Valls                | 1r 3d7d. |
| 1971 | 24-juny     | Sant Joan                                              | Valls                | 1ª Prova de 4d8. |
| 1971 | 30-agost    | IV Anxaneta                                            | Vilafranca           | 1ª Prova de 5d7 i 1r 5d7c+d. |
| 1971 | 30-agost    | IV Anxaneta                                            | Vilafranca           | 1ª Prova de 2d7 i 1r 2d7c. |
| 1971 | 30-agost    | IV Anxaneta                                            | Vilafranca           | 1ª Prova de 4d7p i 1r 4d7pc+d. |
| 1972 | 30-agost    | Festa Major                                            | Vilafranca           | 1r 4d8c. |
| 1972 | 22-octubre  | Santa Úrsula                                           | Valls                | 1r 2d7d. |
| 1973 | 12-octubre  | Concurs de Mobles Quer                                 | Vilafranca           | 1ª Prova de 3d7ps. |
| 1974 | 24-juny     | Sant Joan                                              | Valls                | 1r 3d7psd. |
| 1975 | 15-agost    | Festa Major                                            | La Bisbal            | 1r 4d8d. |
| 1976 | 30-agost    | Sant Fèlix                                             | Vilafranca           | 1ª Prova de 3d8 i 1r 3d8c. |
| 1976 | 24-octubre  | Santa Úrsula                                           | Valls                | 1r 3d8d. |
| 1978 | 22-octubre  | Santa Úrsula                                           | Valls                | 1ª Prova de 5d8 i 1r 5d8c. Tanmateix, possiblement el 1r del s.XX. |
| 1980 | 28-setembre | VIII Concurs de Castells                               | Tarragona            | Millor participació al Concurs de Castells de Tarragona des de la refundació de la colla fins llavors, amb la seva primera victòria. Actuació: 4d8, 3d8, i5d8, i5d8, 5d8c.  |
| 1981 | 25-octubre  | Santa Úrsula                                           | Valls                | 1r 5d8d. Tanmateix, 1r descarregat al segle xx. |
| 1981 | 25-octubre  | Santa Úrsula                                           | Valls                | 1ª Prova de 2d8f. |
| 1981 | 13-desembre | Centenari del Ferrocarril                              | Vilanova i la Geltrú | 1ª Prova de pd6. |
| 1983 | 11-setembre | Diada Nacional                                         | Valls                | 1r 2d8fc. |
| 1983 | 23-setembre | Santa Úrsula                                           | Valls                | 1ª Prova de 4d9sf. Tanmateix, 1r intent d'aquest castell per una colla al segle xx i 1ª prova d'un gran castell sense folre des del segle xix.                              |
| 1984 | 11-setembre | Diada Nacional                                         | Valls                | 1r 2d8fd. |
| 1985 | 27-octubre  | Santa Úrsula                                           | Valls                | 1ª Prova de 4d9f. |
| 1986 | 3-Agost     | Diada castellera d'Andorra                             | Andorra la Vella     | Rècord 1r castell amb folre fet mai a la Història Castellera a Andorra (2d8fc). Tanmateix, millor castell fet al país fins al 2019.                                         |
| 1986 | 28-setembre | XI Concurs de Castells                                 | Tarragona            | 1r 4d9fc. Tanmateix, 1r castell de 9 pisos assolit per la CJXV des del 1893 (Vendrell).                                                                                     |
| 1986 | 26-octubre  | Santa Úrsula                                           | Valls                | 1ª Prova de 3d9f i 1r 3d9fc+d. Tanmateix, 1r descarregat per una colla al segle xx.                                                                                         |
| 1987 | 25-octubre  | Santa Úrsula                                           | Valls                | 1ª Prova de 2d8sf. Tanmateix, 1r intent d'aquest castell per una colla al segle xx.                                                                                         |
| 1988 | 15-agost    | Festa Major                                            | La Bisbal            | 1ª Prova de 4d8p. |
| 1988 | 30-agost    | Sant Fèlix                                             | Vilafranca           | Rècord del 1r castell de nou pisos descarregat per la CJXV a fora de Valls des del segle xix; 3d9f.                                                                         |
| 1988 | 2-octubre   | XII Concurs de Castells                                | Tarragona            | 1ª Victòria de la CJXV al Concurs en vuit anys. Actuació; 3d9fc, 2d8f, 4d9fc.                                                                                               |
| 1988 | 16-octubre  | Santa Teresa                                           | Vendrell             | 1r pd6c+d. Tanmateix, 1r descarregat per una colla des del 1972. |
| 1989 | 24-setembre | La Mercè                                               | Barcelona            | 1ª Prova de castell de nou pisos feta a Barcelona per cap colla al segle xx (i4d9f).                                                                                        |
| 1992 | 4-octubre   | XIV Concurs de Castells                                | Tarragona            | 1r 4d9fd. |
| 1992 | 4-octubre   | XIV Concurs de Castells                                | Tarragona            | 1ª Tripleta Màgica descarregada. Tanmateix, 1ª descarregada per una colla al segle xx.                                                                                      |
| 1992 | 4-octubre   | XIV Concurs de Castells                                | Tarragona            | Millor actuació de la CJXV a 3 castells fins al 1994; 3d9f, 4d9f, 5d8. Tanmateix, millor actuació castellera del segle xx a 3 castells fins al 1994.                        |
| 1992 | 4-octubre   | XIV Concurs de Castells                                | Tarragona            | La CJXV iguala el rècord que havia assolit la Vella el 1986 de guanyar tres Concursos de Tarragona consecutivament. Edicions guanyades; 1988, 1990 i 1992.                  |
| 1992 | 25-octubre  | Santa Úrsula                                           | Valls                | Junt amb la Vella, 1es primeres Tripletes Màgiques descarregades a Valls al segle xx.                                                                                       |
| 1994 | 24-setembre | La Mercè                                               | Barcelona            | 1r Castell de nou pisos (3d9f) c+d per una colla a Barcelona al segle xx.                                                                                                   |
| 1994 | 2-octubre   | XV Concurs de Castells                                 | Tarragona            | 1ª Prova de 2d9fm. Tanmateix, 1ª prova de la CJXV amb un castell emmanillat des del segle xix (pd8fm),                                                                      |
| 1994 | 16-octubre  | Santa Teresa                                           | Vendrell             | 1r 2d9fmc. Tanmateix, 1r gamma extra assolit per una colla vallenca al segle xx i 1r castell emmanillat assolit per la CJXV des del segle xix (pd8fm).                      |
| 1994 | 16-octubre  | Santa Teresa                                           | Vendrell             | Millor actuació de la CJXV a 3 castells fins al 1998; 4d9f, 3d9f, 2d9fmc. Tanmateix, millor actuació castellera del segle xx a 3 castells fins a la Santa Úrsula de 1994.   |
| 1994 | 23-octubre  | Santa Úrsula                                           | Valls                | Igualar la millor actuació de la CJXV a 3 castells fins al 1998; 4d9f, 3d9f, 2d9fmc. Tanmateix, 1r gamma extra de la CJXV fet a Valls des del segle xix.                    |
| 1995 | 24-octubre  | La Mercè                                               | Barcelona            | 1ª Prova de pd7f. |
| 1997 | 19-octubre  | Diada Castellera                                       | Valls                | 1r pd7fc. |
| 1998 | 24-juny     | Sant Joan                                              | Valls                | 1r 4d8pc. |
| 1998 | 18-octubre  | Santa Teresa                                           | Vendrell             | 1r 4d8pd. |
| 1998 | 25-octubre  | Santa Úrsula                                           | Valls                | 1ª Prova de 5d9f i 1r 5d9fc. |
| 1998 | 25-octubre  | Santa Úrsula                                           | Valls                | Millor actuació de la CJXV a 3 castells fins al 1999; 4d9f, 3d9f, 5d9fc. |
| 1998 | ANY         | -                                                      | -                    | Rècord de castells de nou (3d9f + 4d9f) assolits per la CJXV en una temporada fins llavors; 13 (3d9f; 4d + 1c / 4d9f; 7d + 1c).                                             |
| 1999 | 24-juny     | Sant Joan                                              | Valls                | 1r pd7fd. |
| 1999 | 24-octubre  | Santa Úrsula                                           | Valls                | 1r 4d9sfc. Tanmateix, el 1r vist mai a Valls. |
| 1999 | 24-octubre  | Santa Úrsula                                           | Valls                | Millor actuació de la CJXV a 3 castells fins al 2000; 4d9sfc, 3d9f, 2d8f.                                                                                                   |
| 2000 | 24-juny     | Sant Joan                                              | Valls                | Rècord del 4d9sf carregat més matiner de la història fins al moment. |
| 2000 | 24-juny     | Sant Joan                                              | Valls                | Millor actuació de la CJXV a 3 castells fins al 2001; 4d9sfc, 3d9f, 5d8. |
| 2000 | 15-agost    | Festa Major bisbalenca.                                | La Bisbal.           | Igualar la millor actuació de la CJXV a 3 castells fins al 2001; 4d9sfc, 3d9f, 5d8.                                                                                         |
| 2000 | 30-agost    | Sant Fèlix                                             | Vilafranca           | 1r 4d9sfd. |
| 2000 | 8-octubre   | XVIII Concurs de Castells                              | Tarragona            | Rècord del major castell assolit per la CJXV al Concurs de Castells fins al 2018; 4d9sfc.                                                                                   |
| 2000 | 15-octubre  | Santa Teresa                                           | Vendrell             | 1r 2d9fmd. Tanmateix, 1r castell emmanillat descarrecat per la CJXV des del segle xix (pd8fm).                                                                              |
| 2000 | 5-novembre  | Fira                                                   | Vila-Rodona          | 1ª Prova de 3d9sf. Tanmateix, 1ª prova d'una colla amb castell des del segle xix.                                                                                           |
| 2000 | ANY         | -                                                      | -                    | Rècord de 4d9sf assolits per una colla en una temporada fins al moment; 6 (1d + 5c).                                                                                        |
| 2001 | 30-agost    | Sant Fèlix                                             | Vilafranca           | Millor actuació de la CJXV a 3 castells fins al 2012; 4d9sf, 2d9fmc, 3d9f.                                                                                                  |
| 2004 | 24-octubre  | Santa Úrsula                                           | Valls                | 1r 2d8sfc. Tanmateix, el 1r vist mai a Valls i millor castell de la plaça fins al 2013.                                                                                     |
| 2004 | 24-octubre  | Santa Úrsula                                           | Valls                | 2a Millor actuació de la CJXV a 3 castells fins al 2012; 2d8sfc, 4d9f, i3d9sf, 3d9f.                                                                                        |
| 2008 | 3-agost     | XIX Aplec Int. de Sardana i Mostra de grups folklòrics | Tallin, Estònia.     | 1ª Prova de 9d7 i 1r 9d7c+d. |
| 2008 | 30-agost    | Sant Fèlix                                             | Vilafranca           | 1r 5d9fd. |
| 2008 | 8-novembre  | Diada de Minyons de l'Arboç                            | Arboç                | 1ª Prova de 3d8p i 1r 3d8pc. |
| 2008 | 8-novembre  | Diada de Minyons de l'Arboç                            | Arboç                | 1ª Prova de 12d7 i 1r 12d7c+d. Tanmateix, el 1r descarregat per una colla des del segle xix.                                                                                |
| 2010 | 3-octubre   | XXIII Concurs de Castells                              | Tarragona            | 2ª Posició al Concurs amb 3d9f, 4d9f i 5d9fc (la millor posició assolida des del 2000).                                                                                     |
| 2012 | 3-juny      | 86è aniversari Nens del Vendrell                       | Vendrell             | 1ª Prova de 7d8 i 1r 7d8c+d. |
| 2012 | 7-octubre   | XXIV Concurs de Castells                               | Tarragona            | 1ª Prova de 9d8 i 1r 9d8c+d. |
| 2012 | 7-octubre   | XXIV Concurs de Castells                               | Tarragona            | Recuperació del 5d9f, el 1r descarregat per la colla des del 2008. |
| 2012 | 7-octubre   | XXIV Concurs de Castells                               | Tarragona            | 2a Posició al Concurs amb 9d8, 3d9f i 5d9f (igualen la millor posició assolida als últims anys).                                                                            |
| 2012 | 7-octubre   | XXIV Concurs de Castells                               | Tarragona            | 2a Millor Actuació de la CJXV a 3 Castells fins a la Santa Úrsula del 2012: 9d8, 3d9f i 5d9f.                                                                               |
| 2012 | 21-octubre  | Santa Úrsula                                           | Valls                | Recuperació del 4d9sf(c), el primer assolit per la colla des del 2001. |
| 2012 | 21-octubre  | Santa Úrsula                                           | Valls                | Millor actuació de la CJXV a 3 castells fins al 2013; 5d9f, 9d8 i 4d9sfc. Tanmateix, primer cop que la CJXV feia tres castells superiors al 3d9f.                           |
| 2013 | 27-octubre  | Santa Úrsula                                           | Valls                | 1ª Prova de pd8fm i 1r pd8fmc. Tanmateix, 1r castell emmanillat assolit per la CJXV des del 2001 (2d9fmc).                                                                  |
| 2013 | 27-octubre  | Santa Úrsula                                           | Valls                | Millor actuació de la CJXV a 3 castells fins al 2019; 5d9f, 4d9sf, pd8fmc.                                                                                                  |
| 2013 | 27-octubre  | Santa Úrsula                                           | Valls                | Recuperació del 4d9sf, el 1r descarregat per la colla des del 2001. Tanmateix, 1r descarregat mai a Valls i millor castell de la plaça fins al 2017.                        |
| 2013 | ANY         | -                                                      | -                    | Rècord de pilars de mèrit anuals de la CJXV fins llavors: pd6: 4d + pd7f: 2d + pd8fm: 1c.                                                                                   |
| 2013 | ANY         | -                                                      | -                    | Rècord de la CJXV de superar els 100 3d9f descarregats. |
| 2013 | ANY         | -                                                      | -                    | Rècord de castells de nou (3d9f + 4d9f) assolits per la CJXV en una temporada fins al 2018; 19 (3d9f; 10d / 4d9f; 8d + 1c).                                                 |
| 2013 | ANY         | -                                                      | -                    | Rècord de 4d9f assolits per la CJXV en una temporada; 9 (8d + 1c). |
| 2013 | ANY         | -                                                      | -                    | Rècord de 5d9f descarregats per la CJXV en una temporada; 3. |
| 2014 | 30-agost    | Sant Fèlix                                             | Valls                | Millor actuació de la CJXV a 3 castells+pilar fins al 2019; 3d9f, 5d9f, 4d9sfc i pd8fmc.                                                                                    |
| 2014 | 12-octubre  | Santa Teresa                                           | Vendrell             | Recuperació del 2d8sfc, el 1r carregat per la CJXV des del 2004. Tanmateix, el 1r vist mai al Vendrell i millor castell de la plaça fins al 2016 (3d10fmd) i 2017 (2d8sfd). |
| 2014 | ANY         | -                                                      | -                    | Rècord de pilars de mèrit anuals de la CJXV fins llavors; pd6: 5d + pd7f: 3d i 1c + pd8fm: 1c.                                                                              |
| 2015 | 20-setembre | La Mercè                                               | Barcelona            | Recuperació del 2d9fm, el 1r descarregat per la colla des del 2000 i assolit (c) des del 2001.                                                                              |
| 2015 | 25-octubre  | Santa Úrsula                                           | Valls                | 1ª Prova de castell de deu pisos a la Història de la CJXV; 3d10fm (2i). |
| 2015 | ANY         | -                                                      | -                    | Rècord de 2d9fm assolits per la CJXV en una temporada; 3d + 1c. |
| 2016 | 30-agost    | Sant Fèlix                                             | Vilafranca           | 2ª Millor actuació de la CJXV a 3 castells fins al 2017; 5d9f, 4d9sfc, 2d9fm.                                                                                               |
| 2016 | 2-octubre   | XXVI Concurs de Castells                               | Tarragona            | 1ª Prova d'un castell de deu pisos per part de la CJXV al Concurs de Castells i, tanmateix, fora de Valls; i3d10fm.                                                         |
| 2016 | ANY         | -                                                      | -                    | Rècord de 3d9f assolits per la CJXV en una temporada; 14 (13d + 1c). |
| 2017 | 6-juliol    | El Quadre de Santa Rosalia.                            | Torredembarra        | 1r 3d8pd. |
| 2017 | 6-juliol    | El Quadre de Santa Rosalia.                            | Torredembarra        | Recuperació del pd7f, el 1r carregat i descarregat per la colla des del 2014.                                                                                               |
| 2017 | 15-agost    | Festa Major                                            | La Bisbal            | Recuperació del pd8fmc, el 1r carregat per la colla des del 2014. |
| 2017 | 27-agost    | Festa Major                                            | Igualada             | Rècord del millor castell vist a la ciutat d'Igualada fins al 2019 (2d9fmc).                                                                                                |
| 2017 | 27-agost    | Festa Major                                            | Igualada             | Rècord del primer castell tant de gamma extra com emmanillat vist a Igualada (2d9fmc).                                                                                      |
| 2017 | 30-agost    | Sant Fèlix                                             | Vilafranca           | Recuperació del 2d8sfc, el 1r carregat per la colla des del 2014. |
| 2017 | 30-agost    | Sant Fèlix                                             | Vilafranca           | 2ª Millor actuació de la CJXV a 3 castells+pilar fins a la prèvia de la Diada Nacional de 2017; 2d8sfc, 3d9f, 2d9fm, pd8fmc.                                                |
| 2017 | 10-setembre | Vigília de Diada Nacional                              | Valls                | 1r 2d8sfd de la CJXV i 2ª colla en descarregar-lo a la Història. |
| 2017 | 10-setembre | Vigília de Diada Nacional                              | Valls                | 1r 2d8 sf descarregat mai a Valls i millor castell de la plaça fins al 2019.                                                                                                |
| 2017 | 10-setembre | Vigília de Diada Nacional                              | Valls                | 1r pd8fmd. |
| 2017 | 10-setembre | Vigília de Diada Nacional                              | Valls                | Rècord de realitzar el primer 3d8p fet mai a la Plaça del Blat de Valls. |
| 2017 | 10-setembre | Vigília de Diada Nacional                              | Valls                | 2ª Millor actuació de la CJXV tant a 3 castells com a 3 castells+pilar fins al 2018; 2d8sf, 3d9f, 3d8p, pd8fm.                                                              |
| 2017 | 15-octubre  | Santa Teresa                                           | Vendrell             | Rècord del 1r 2d8sfd al Vendrell. Tanmateix, millor castell de la plaça fins al moment.                                                                                     |
| 2017 | 22-octubre  | Santa Úrsula                                           | Valls                | 1ª prova de 3d9fp (2id) a la Història de la CJXV. |
| 2017 | ANY         | -                                                      | -                    | Rècord de pilars de mèrit anuals de la CJXV fins al moment; pd6: 12d i 1c + pd7f: 10d + pd8fm: 1d i 2c. Tanmateix, rècord pilaner d'aquell any al Món Casteller.            |
| 2017 | ANY         | -                                                      | -                    | Rècord de la CJXV de superar els 150 3d9f descarregats al seu currículum.                                                                                                   |
| 2017 | ANY         | -                                                      | -                    | Rècord de 2d8sf assolits per la CJXV en una temporada; 2d + 2c. |
| 2018 | 2-maig      | Vila-Seca                                              | Vila-Seca            | Rècord de descarregar el 3d8p més matiner de la Història Castellera. |
| 2018 | 8-juny      | The Smithsonian Folklife Festival                      | Washington D.C., EUA | 1r viatge i actuació de la CJXV al continent americà. |
| 2018 | 8-juny      | The Smithsonian Folklife Festival                      | Washington D.C., EUA | Rècord del 1r castell folrat fet mai a la Història al continent americà (2d8fc).                                                                                            |
| 2018 | 9-juny      | The Smithsonian Folklife Festival                      | Washington D.C., EUA | Rècord del 1r cop que un castell de vuit de la CJXV està format íntegrament per castelleres al pis de quarts i quints (3d8).                                                |
| 2018 | 24-juny     | Sant Joan                                              | Valls                | Rècord del castell més complicat dut a terme de forma més matinera a la Història Castellera (2d8sfc).                                                                       |
| 2018 | 1-agost     | Firagost                                               | Valls                | Rècord del súper-gamma extra més matiner descarregat per la CJXV (2d8sf).                                                                                                   |
| 2018 | 15-agost    | Festa Major                                            | La Bisbal            | Rècord del 1r 2d8sf a la Bisbal. Tanmateix, millor castell de la plaça fins al moment.                                                                                      |
| 2018 | 18-agost    | Festa Major                                            | Vila de Gràcia       | Rècord del 1r cop que puja una castellera al pis de terços d'un castell de 8 pisos a la Història de la CJXV (4d8); Júlia Montserrat.                                        |
| 2018 | 26-agost    | Festa Major                                            | Igualada             | Recuperació de la tripleta màgica, la primera de la CJXV des del 2016. |
| 2018 | 30-agost    | Sant Fèlix                                             | Vilafranca           | Recuperació del 5d9f(c), el 1r fet per la colla des del 2016. |
| 2018 | 30-agost    | Sant Fèlix                                             | Vilafranca           | Rècord d'igualar el castell més complicat descarregat per Sant Fèlix i a la pròpia vila (2d8sf).                                                                            |
| 2018 | 30-agost    | Sant Fèlix                                             | Vilafranca           | 5a Millor actuació de la CJXV tant a 3 castells com a 3 castells+pilar fins al 2019; 2d8sf, 5d9fc, 3d9f, pd6.                                                               |
| 2018 | 23-setembre | La Mercè                                               | Barcelona            | 1ª Prova de 2d8sf duta a terme per una colla a la ciutat de Barcelona (id).                                                                                                 |
| 2018 | 7-octubre   | XXVII Concurs de Castells                              | Tarragona            | Rècord del major castell assolit per la CJXV al Concurs de Castells fins al moment; 2d8sfc.                                                                                 |
| 2018 | 14-octubre  | Santa Teresa                                           | Vendrell             | Recuperació del 4d9sf descarregat, el 1r descarregat per la CJXV des del 2013. Tanmateix, 1r descarregat mai al Vendrell.                                                   |
| 2018 | 14-octubre  | Santa Teresa                                           | Vendrell             | Rècord de fer l'aleta a dos grans castells desfolrats (4d9sf i 2d8sfc) en una actuació per 1r cop a la Història de la CJXV.                                                 |
| 2018 | 14-octubre  | Santa Teresa                                           | Vendrell             | 2a Millor actuació de la CJXV tant a 3 castells com a 3 castells+pilar fins al 2019; 3d9f, 4d9sf, 2d8sfc, pd6.                                                              |
| 2018 | 21-octubre  | Santa Úrsula                                           | Valls                | 1r Cop a la Història Castellera que una colla porta la tripleta neta a plaça (4d9sf, 2d8sfc, id+i3d9sf).                                                                    |
| 2018 | 21-octubre  | Santa Úrsula                                           | Valls                | Recuperació de proves de 3d9sf a la Plaça del Blat (id+i), castell que no es veia a Valls des de l'intent fet per la mateixa CJXV durant la Santa Úrsula de 2004            |
| 2018 | 21-octubre  | Santa Úrsula                                           | Valls                | Recuperació del 1r 4d9sf que la CJXV descarrega a Valls des del 2013. |
| 2018 | 21-octubre  | Santa Úrsula                                           | Valls                | Rècord del gamma extra nº1.000 a la Història Contemporània dels Castells (2d8sfc).                                                                                          |
| 2018 | ANY         | -                                                      | -                    | Rècord de 2d8sf assolits per una colla en una temporada fins al moment; 7 (3d + 4c).                                                                                        |
| 2018 | ANY         | -                                                      | -                    | Rècord de 4d9sf descarregats per la CJXV en una temporada; 2. |
| 2018 | ANY         | -                                                      | -                    | Rècord de castells de 9 assolits per la CJXV en una temporada: 22 (3d9f: 17d / 4d9f: 4d+1c).                                                                                |
| 2018 | ANY         | -                                                      | -                    | Rècord de 3d9f assolits per la CJXV en una temporada; 17d. |
| 2018 | ANY         | -                                                      | -                    | Rècord de pd6 assolits per la CJXV en una temporada; 15 (12d + 3c). |
| 2018 | ANY         | -                                                      | -                    | Rècord de la CJXV de superar els 150 5d8 descarregatsal seu currículum . |
| 2018 | ANY         | -                                                      | -                    | Rècord de la CJXV de superar els 300 castells de 9 al seu currículum; 312 (3d9: 171d+32c / 4d9f: 85d+24c).                                                                  |
| 2019 | 30-juny     | Festa Major                                            | Terrassa             | 1r cop que la CJXV ajunta 3d8p i 4d8p en una actuació. |
| 2019 | 30-juny     | Festa Major                                            | Terrassa             | 1r cop que la CJXV realitza tres pilars de mèrit en una actuació: 3d8p, 4d8p, pd7f.                                                                                         |
| 2019 | 20-Juliol   | Festa Major                                            | La Riera de Gaià     | 1r Vano de 6 complert (pd6+2pd5+2pd4). |
| 2019 | 3-Agost     | Festa Major                                            | Andorra la Vella     | 1r Castell de nou pisos fet mai a la Història Castellera a Andorra (3d9f).                                                                                                  |
| 2019 | 3-Agost     | Festa Major                                            | Andorra la Vella     | Rècord del 1r 2d8f descarregat mai a la Història Castellera a Andorra. |
| 2019 | 3-Agost     | Festa Major                                            | Andorra la Vella     | Rècord de la millor actuació castellera feta mai a Andorra: 4d8, 2d8f, 3d9f.                                                                                                |
| 2019 | 3-Agost     | Festa Major                                            | Andorra la Vella     | Rècord del primer castell de 9 pisos que la CJXV fa a l'estranger (3d9f).                                                                                                   |
| 2019 | 3-Agost     | Festa Major                                            | Andorra la Vella     | Rècord del major castell fet mai a Andorra fins a l'actualitat (3d9f). |
| 2019 | 25-Agost    | Festa Major                                            | Igualada             | Rècord del 1r gamma extra descarregat mai a Igualada (pd8fm). |
| 2019 | 25-Agost    | Festa Major                                            | Igualada             | Rècord del millor castell vist a la ciutat d'Igualada fins a l'actualitat (pd8fm).                                                                                          |
| 2019 | 25-Agost    | Festa Major                                            | Igualada             | Rècord del primer castell emmaillat descarregat mai a Igualada (pd8fm). |
| 2019 | 25-Agost    | Festa Major                                            | Igualada             | Rècord de la millor actuació feta mai a Igualada: 3d9f, id4d9f, 2d8f, 4d8p, pd8fm.                                                                                          |
| 2019 | 30-Agost    | Sant Fèlix                                             | Vilafranca           | 1r Cop a la Història que una colla porta a terme una prova de 3d9sf a la diada de Sant Fèlix (i).                                                                           |
| 2019 | 30-Agost    | Sant Fèlix                                             | Vilafranca           | Rècord del tercer any consecutiu que la CJXV porta el 2d8sf per la diada Sant Fèlix.                                                                                        |
| 2019 | 13-Octubre  | Santa Teresa                                           | Vendrell             | 5a Millor actuació de la CJXV a 3 castells i 6a a 3 castells+pilar fins al moment; 3d9f, 2d8sf, 4d8p, pd8fm.                                                                |
| 2019 | 13-Octubre  | Santa Teresa                                           | Vendrell             | Rècord 1r pd8fm descarregat per la CJXV al Vendrell. |
| 2019 | 13-Octubre  | Santa Teresa                                           | Vendrell             | Recuperació del 1r Castell emmanillat descarregat per la CJXV al Vendrell des de la temporada 2000 (llavors fou un 2d9fm).                                                  |
| 2019 | 20-Octubre  | Festa Major                                            | Alcover              | Rècord del 1r pilar de mèrit parat per una castellera a la posició de baix a la Història de la CJXV; Anna Palomares, pd6.                                                   |
| 2019 | 27-Octubre  | Santa Úrsula                                           | Valls                | Millor actuació de la CJXV tant a 3 castells com a 3 castells+pilar fins al moment; 2d8sf, id3d9sf, 4d9f, i3d9sf, 3d9sfc, pd7f.                                             |
| 2019 | 27-Octubre  | Santa Úrsula                                           | Valls                | 1r Cop a la Història que es descarrega un 2d8sf per Santa Úrsula. |
| 2019 | 27-Octubre  | Santa Úrsula                                           | Valls                | 1r 3d9sfc. Tanmateix, primera aleta de la CJXV al castell des del segle xix.                                                                                                |
| 2019 | ANY         | -                                                      | -                    | Rècord de pd7f assolits per la CJXV en una temporada: 12d. |
| 2019 | ANY         | -                                                      | -                    | Rècord de pd8fm descarregats per la CJXV en una temporada: 2. |
| 2019 | ANY         | -                                                      | -                    | Rècord de 3d8p assolits per la CJXV en una temporada: 9d. |
| 2019 | ANY         | -                                                      | -                    | Rècord de 4d8p assolits per la CJXV en una temporada: 5d. |
| 2019 | ANY         | -                                                      | -                    | Rècord de castells de 8 amb el pilar assolits per la CJXV en una temporada: 14d (9 3d8p + 5 4d8p).                                                                          |
| 2019 | ANY         | -                                                      | -                    | Rècord de la CJXV de superar els 500 2d7 descarregats al seu currículum (503).                                                                                              |
| 2019 | ANY         | -                                                      | -                    | Rècord de la CJXV de superar els 50 pd6 descarregats al seu currículum (52).                                                                                                |
| 2019 | ANY         | -                                                      | -                    | Rècord de la CJXV d'assolir els 30 pd7f al seu currículum (30). |

## Llistat decaps de collahistòrics i contemporanis

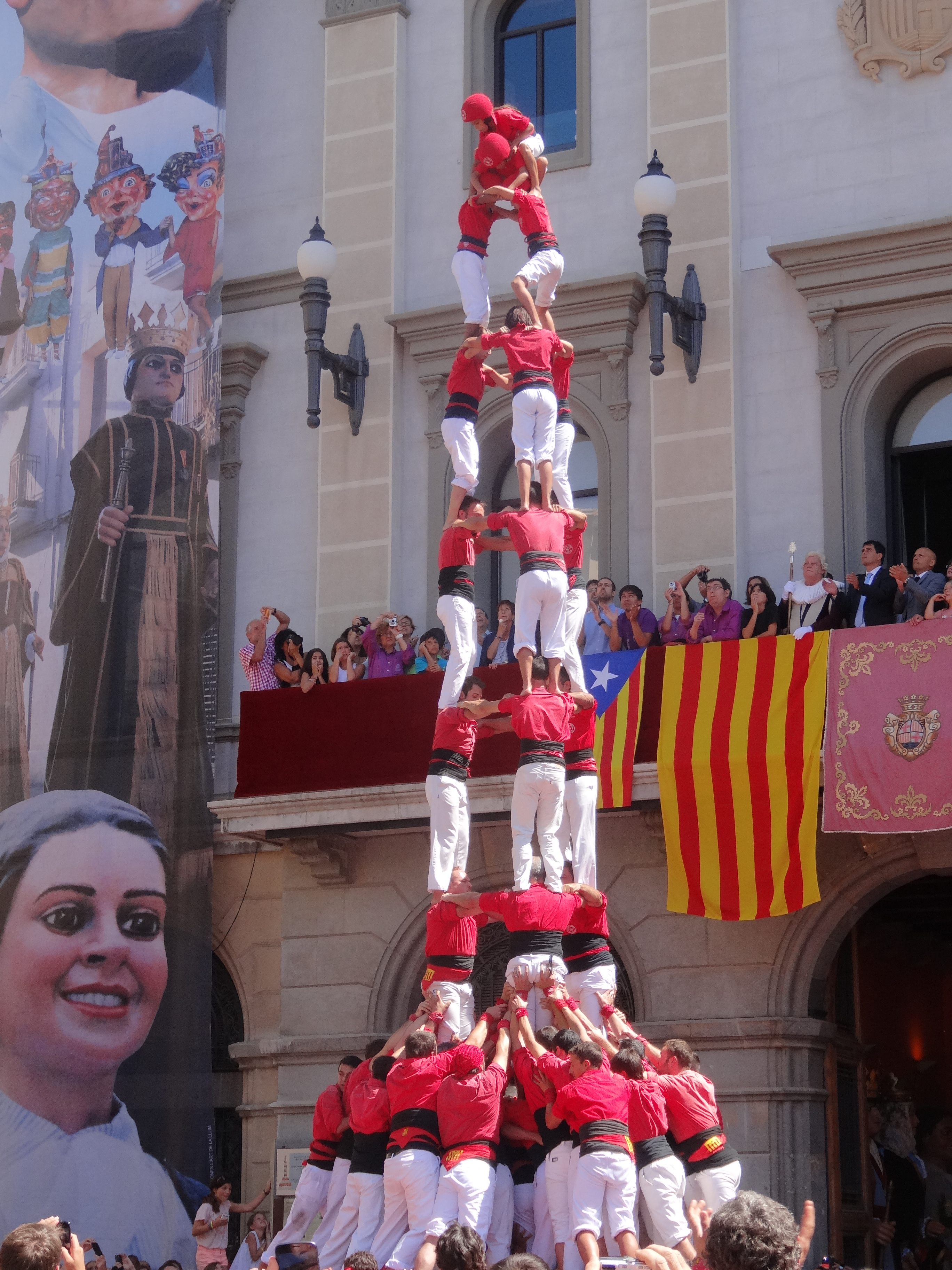
3 de 9 amb folre descarregat durant la Festa Major d'Igualada de 2013; tal estructura suposa un dels referents castellístics més importants entre els plànols d'una important part de caps de colla de l'agrupació vallenca.

| - Josep Batet i Llobera (1812? – 1850?) - Ramon Ribé Targa (1849? – juliol 1852, 1854? – 1876) - Gabriel Baldrich i Palau (juliol 1852? – 1854?) - Josep Batalla Miquel (1876 – 1882/83) - Joan Aubareda Rodón (1882/83 – 1896) - Isidro Mateu Vives (1897 – 1902) - Anton Fàbregas Mialet (1903 – 1927) - Anton Fàbregas Galofré (1929 – 1930) - Ramon Barrufet Fàbregas (1930 – 1940, 1942 – 1949) - Ramon Fontanillas Serra (1940 – 1941, 1945) - Anton Domingo Baldrich (1949 – 1954) - Llorenç Fabra Español (1955 – 1961,1962 – 1970) - Isaac Rubio Ruiz (1971, 1974 – 1976) - Andreu Montserrat Guasch (1972 – 1973, 1988 – 1990) - Jordi Crusells Porta (1977 – 1984) | - Julià Bascuñana Quirós (1985 – 1987) - Salvador Ramon Anglada (1991, 2005) - Frederic Gormaz Grimaldos (1992 – 1993) - Francesc Fabra Jurado (1994 – 1995, 1997 – 1998) - Francesc Sànchez Català (1996, 2004) - Tomàs Gormaz Grimaldos (1999 – 2000, 2014) - Oscar Peris Ròdenas (2001 – 2002) - Josep Maria Estil·les Clofent (2003) - Pere Rico (2006 – 2008, 2012, 2022) - Helena Llagostera (2009 – 2010) - Joan Barquet (2011) - Jordi Guasch (2013) - Jaume Galofré (2015-2016) - Francesc Xavier Ramon (2017-2019) - Jaume Martí Mercadé (2020-2021) - Eduard Toda Nolla (2022-2023) - Francesc Xavier Ramon (2023-2024) - Francesc Inglés (actualitat) |

## Galeria d'imatges

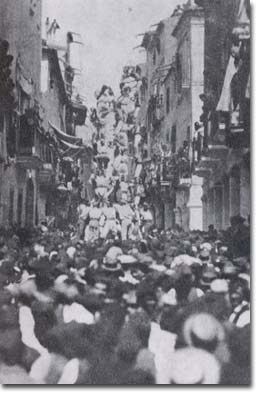
Dos 3 de 9 amb folre duts a terme per les dues colles de Valls a Vilafranca, durant les festes de Sant Fèlix de 1862.
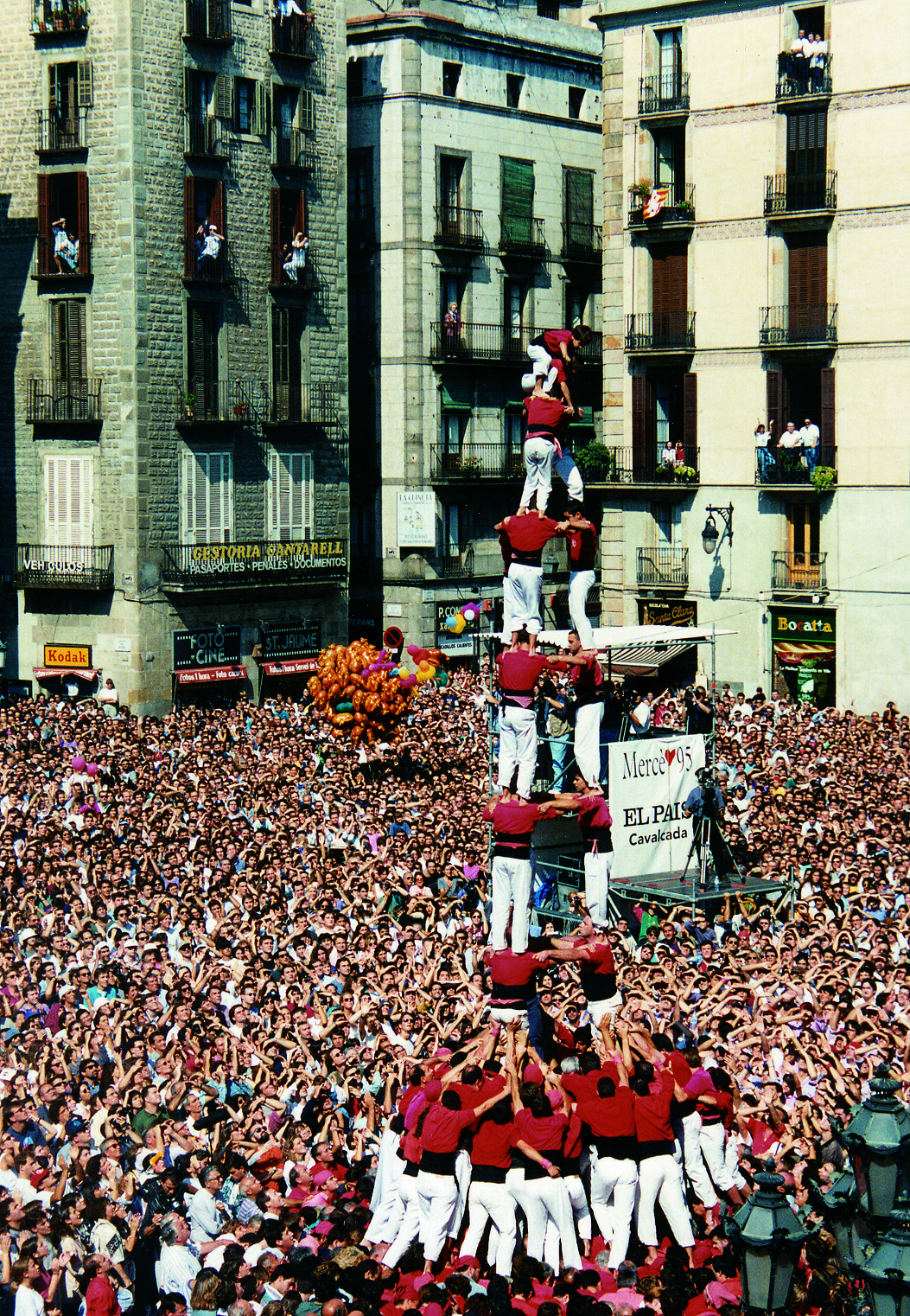
3 de 9 amb folre descarregat per la Colla Joves, buc insignia de la colla. Descarregat al Mercadal, 1-X-1995; el 22è completat per l'agrupació a l'era moderna, suposant fins aquella data el 44'9% del total dels 3d9f descarregats al Món Casteller.
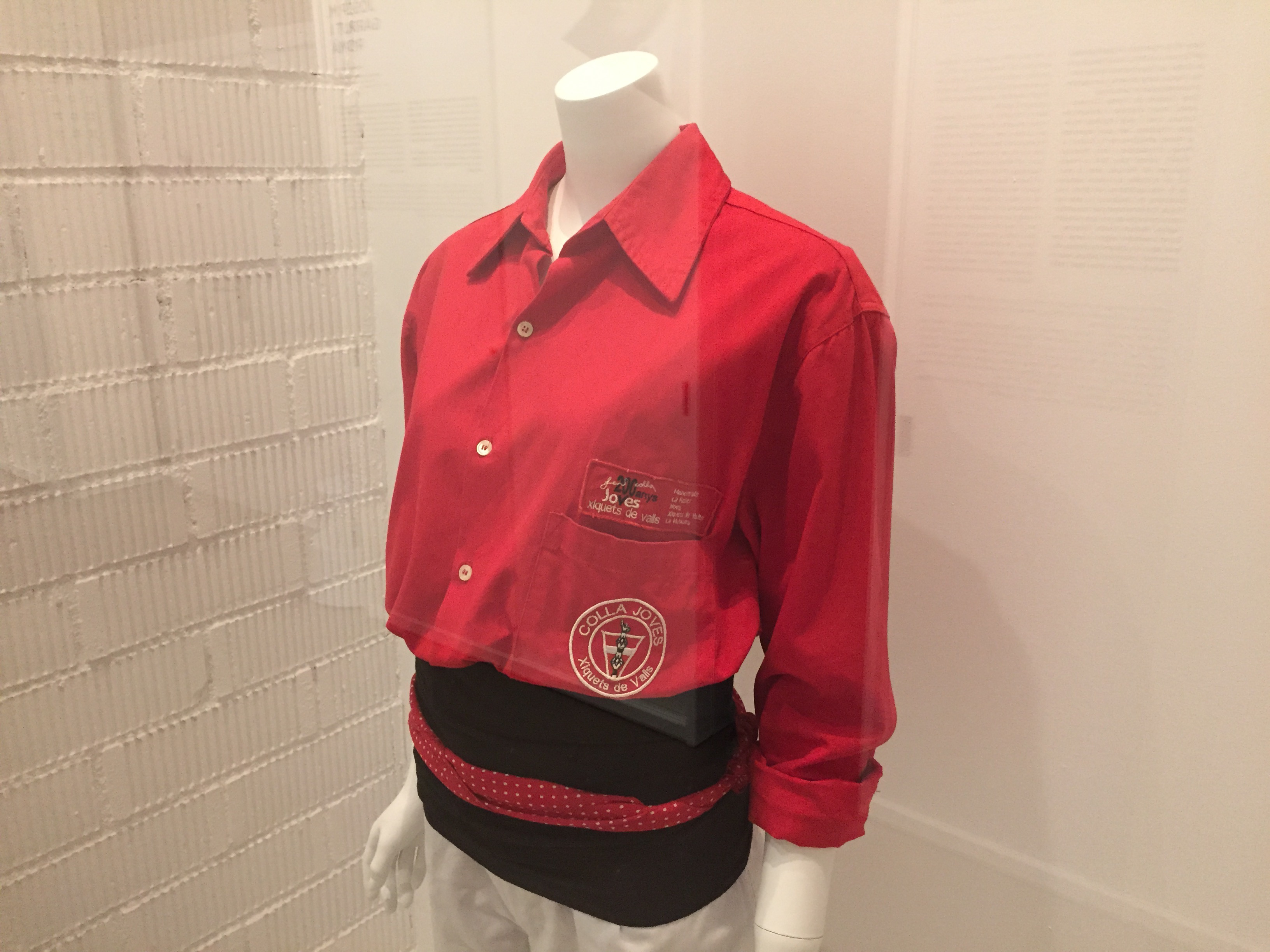
Camisa oficial de la Colla Joves Xiquets de Valls, en imatge al Museu Etnològic de Barcelona. Aquesta indumentària vermella, junt al nivell presentat, fou un dels motius que donaren l'àlies de diables vermells als vallencs durant el marc de la contemporaneïtat.
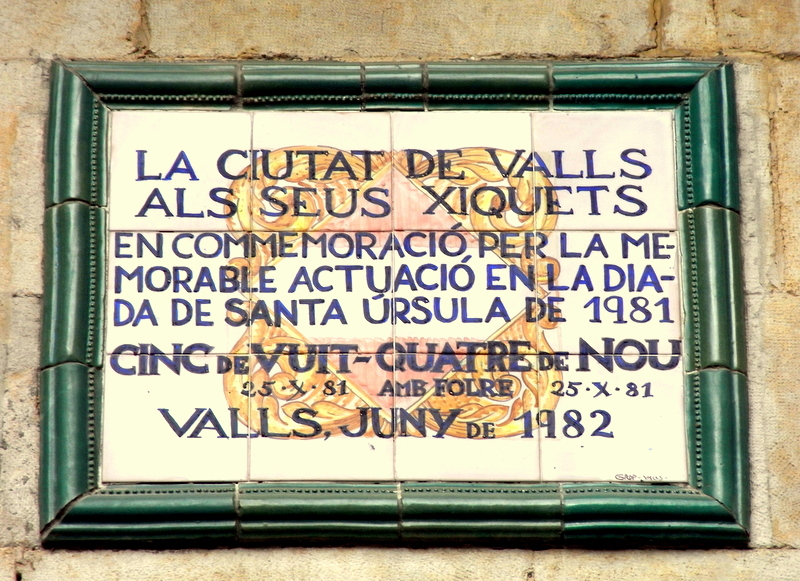
Placa commemorativa a la Plaça del Blat, fent referència a les gestes de les Temporades 1981 i 1982; ressaltant el primer 5 de 8 descarregat del segle xx fet per la Joves.
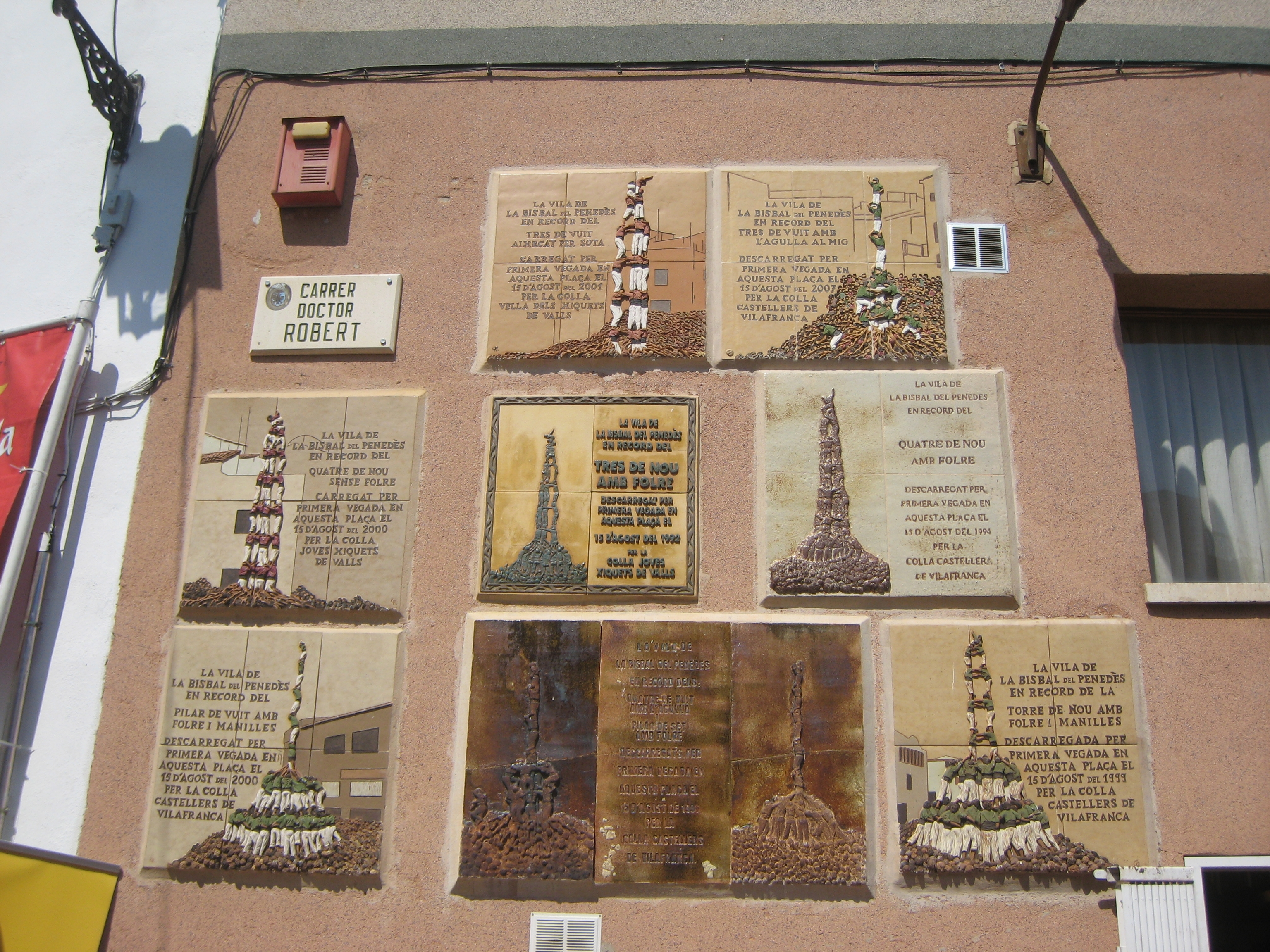
Plaques commemoratives de la Bisbal del Penedès, on entre d'altres plaques destaca la fita del 4 de 9 sense folre carregat per la Colla Joves l'any 2000.
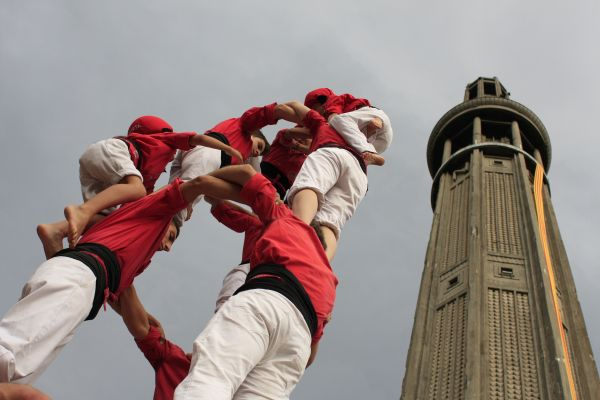
Colla Joves representant la cultura catalana a l'Aplec Internacional de Grenoble.
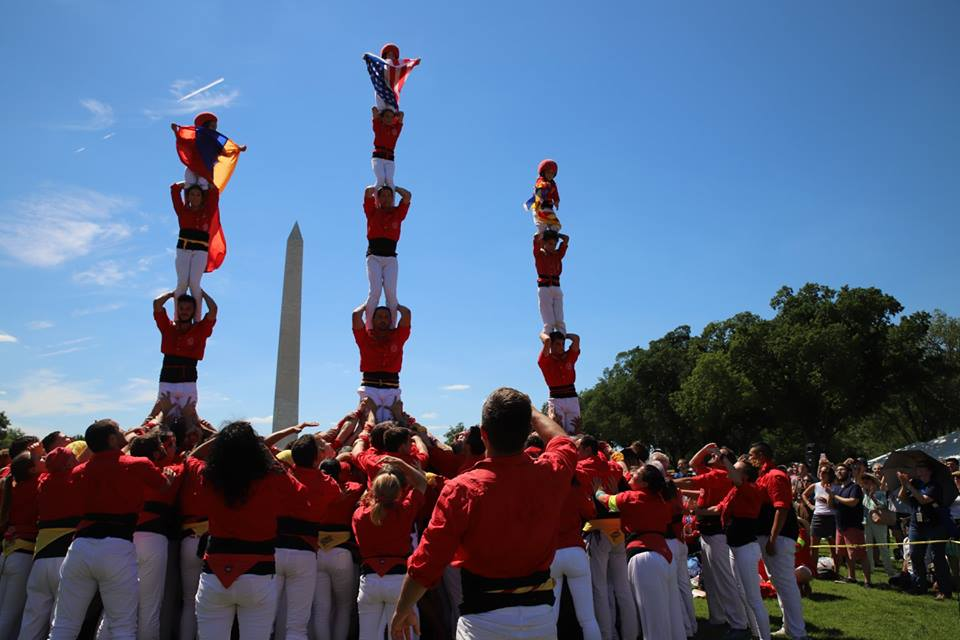
Pilars de la CJXV a Washington D.C., 2018.